# مدرسة غرين أكر البهائية
43°06′41.27″N 70°47′40.04″W / 43.1114639°N 70.7944556°W

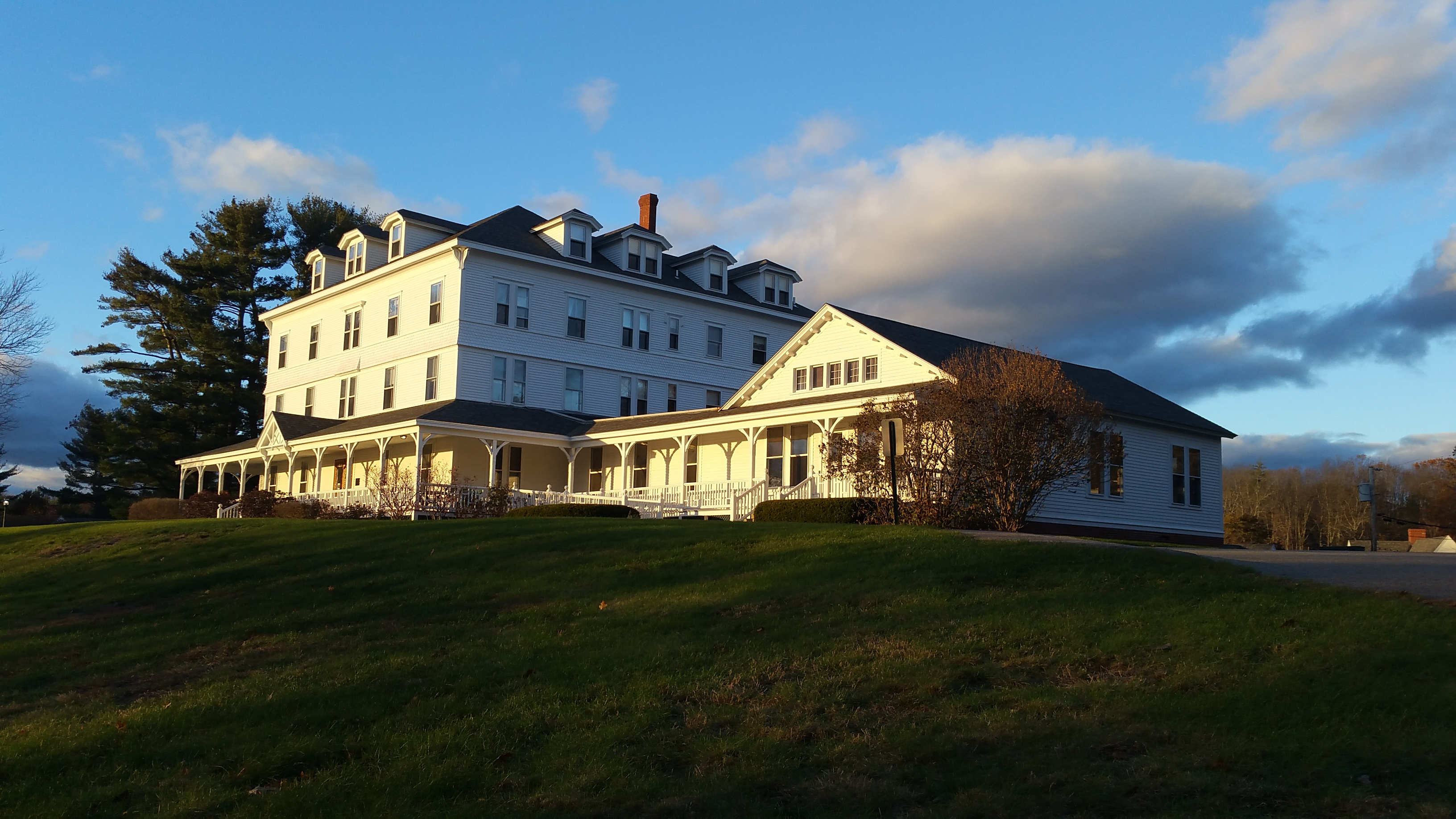
نُزل غرين أكر، في إليوت، مين

مدرسة غرين أكر البهائية (بالإنجليزية: Green Acre Baháʼí School) هي منشأة مؤتمرات في إليوت، ماين، في الولايات المتحدة، وهي واحدة من المؤسسات الثلاث الرائدة المملوكة للجمعية الروحية الوطنية للبهائيين في الولايات المتحدة. كان اسم الموقع يحمل إصدارات مختلفة من "غرين أكر" منذ ما قبل تأسيسه في عام 1894 على يد سارة جين فارمر.
لقد شهدت عملية طويلة من التقدم والتحدي أثناء إدارتها من قبل فارمر حتى عام 1913 تقريبًا عندما أصيبت بالمرض بعد تحولها إلى الديانة البهائية في عام 1900. وقد زارها عبد البهاء، زعيم الدين آنذاك، أثناء رحلاته إلى الغرب في عام 1912. توفي فارمر في عام 1916، وبعد ذلك تطورت إلى مدرسة بهائية نموذجية ألهمت بشكل مباشر مدرسة لوهلين البهائية ومدرسة بوش البهائية، وهما المدرستان الأخريان من المدارس الثلاث المملوكة للجمعية الوطنية، والتي تعمل اليوم كمؤسسة رائدة للدين في أمريكا. وقد استضافت برامج دراسية متنوعة ومقدمين، وكانت بمثابة مركز للتعامل مع العنصرية في الولايات المتحدة من خلال كونها مكانًا مهمًا لمؤتمرات الصداقة العرقية (التي أعيدت تسميتها لاحقًا باجتماعات يوم الوحدة العرقية) وبعد أقل من قرن من الزمان تجمعات الرجال السود والمزيد من الأحداث.

## الأصل
سُمي نهر بيسكاتاكوا ‏ الذي تقع بجانبه مدرسة جرين أكر البهائية نسبةً إلى شعب أبيناكي الأمريكي الأصلي من اتحاد واباناكي ‏، الذي يصف مكان انقسام النهر إلى عدة أجزاء – "مكان تُجبر فيه القوارب والزوارق التي تصعد النهر معًا من مصبه على الانفصال وفقًا لوجهاتها المتعددة." تأسست مدينة إليوت عام 1810 من كيتيري، مين ‏، والتي تأسست هي الأخرى في القرن السابع عشر. بحلول منتصف القرن التاسع عشر، كانت المنطقة بمثابة حوض لبناء السفن، بما في ذلك إطلاق السفينة الحربية يو إس إس نايتنجيل في عام 1851. في وقت تأسيس المدرسة كان عدد سكان إليوت حوالي 1400 شخص، وقد نمت المدينة في السنوات الأخيرة إلى ما يقرب من 7000 شخص اليوم.

### آل فارمر
والدة سارة فارمر، هانا توبي فارمر ‏ (1823–1891) نشأت في الطائفة الميثودية.:p.191 كان والدها، موسى جيريش فارمر (1820–1893)، خريج دارتموث عام 1844، ناجحًا في مجال الهندسة الكهربائية وأعمال التلغراف الجديد وكان مسيحيًا مخلصًا,:p.192 على الرغم من أنه تم تسميته أيضًا بالروحاني والمتعالي. تزوج موسى وهانا في عام 1844 وولدت سارة في عام 1847.:p.186 يقال أن منزل فارمر، قبل أن يعيشوا في إليوت، كان جزءًا من السكك الحديدية تحت الأرض.

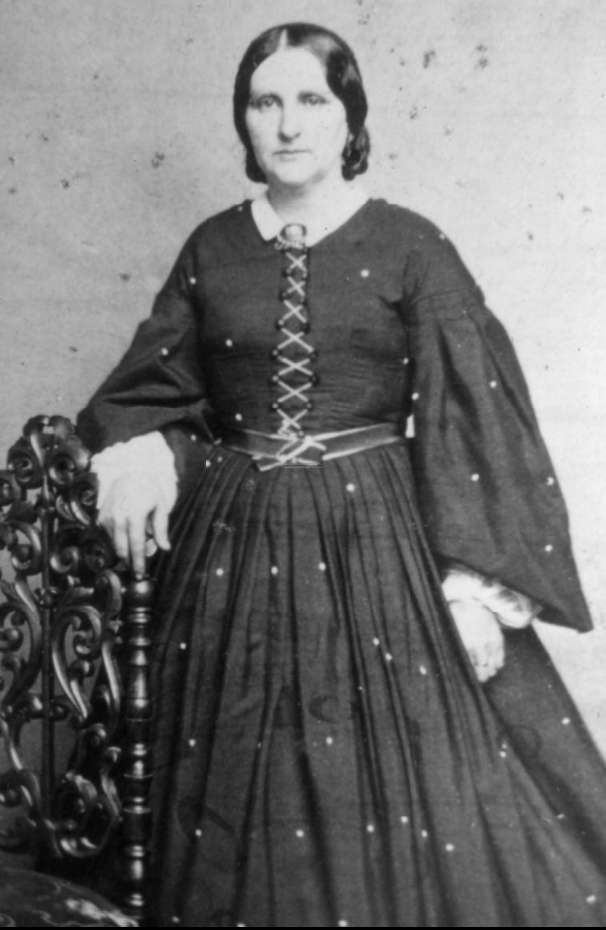

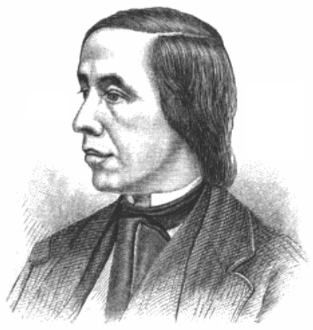
موسى ج. فارمر

من غير الواضح متى أصبحت الأرض في إليوت مملوكة لعائلة فارمر. ومع ذلك، فقد عاشوا في مجموعة متنوعة من الأماكن في نيو إنجلاند حتى بعد عام 1880، عندما انتقلت العائلة إلى إليوت وتقاعد موسى. كان المنزل الذي بنوه في إليوت يسمى حلو مر (بالإنجليزية: Bittersweat)، أو حلو ومر في الحقول (بالإنجليزية: Bittersweet-in-the-Fields).:pp.7,163 أنشأت هانا خدمة تذكارية غير منفصلة تسمى "كوخ روزماري" كملجأ للأمهات غير المتزوجات أو الفقيرات والنساء العاملات:p.7 في إليوت حيث، مقابل تبرع قدره 7 دولارات (181 دولارًا في عام 2014)، كانت العائلات تحصل على إجازة لمدة أسبوعين، حتى يصل عدد أفرادها إلى 40 فردًا في المرة الواحدة في عام 1888. في عام 1887، أعادت سارة تنشيط جمعية مكتبات إليوت ونظمت عددًا من الاجتماعات مع المتحدثين بينما كانت تعمل أيضًا كسكرتيرة وتساعد في بناء قائمة من رعاة المكتبة تضم حوالي 700 شخص.:p8 تذكرت المغنية إيما سيسيليا ثيرزبي ‏ أن زيارتها الأولى لما كان يسمى "جرين أكر" كانت في عام 1889. يقع Greenacre على جرف يطل على النهر الذي يبلغ عرضه ميلًا واحدًا. في عام 1890، وقعت مجموعة من المستثمرين عقدًا لإنشاء فندق كان يُطلق عليه في البداية فندق أو نزل إليوت في الموقع.:p.8 في عام 1891 كان هناك عملاء يدفعون رسوم الإقامة في النزل.
كان لدى فارمر فكرة أصلية حول موضوع روحي لتطوير العقار في يونيو 1892:pp.311–2 ثم سافرت مع والدها إلى معرض شيكاغو الكولومبي في أواخر عام 1892 حيث التقت بالسويدنبورجي تشارلز سي بوني، "صاحب الرؤية" وراء البرلمان العالمي للأديان,:p.192 وحصلت على التشجيع لرؤيتها لمركز تعليمي للمعلمين الروحيين:pp.17,192 – فكرة باركها أصدقاء العائلة آرثر ويسلي داون وجون جرينليف ويتير.:p.80 توفي والدها في ذلك الربيع، عام 1893، واضطرت إلى المغادرة قبل انعقاد البرلمان. قامت برحلة قصيرة إلى النرويج مع سارة تشابمان بول ‏ في حزنها,:p.12 ولم تتمكن من العودة إلى البرلمان إلا في أكتوبر 1893 بعد انتهاء أعماله.:p.192
قدمت فارمر ما سجلته في مذكراتها باعتباره "نذرًا رسميًا" لبناء مدرسة للمعلمين الروحيين في 4 فبراير 1894.:p.312 ومع ذلك، بحلول عام 1894 تقريبًا، تم وصف الفندق بالفشل وتم إغلاقه عندما اقترب فارمر من المستثمرين بخطة لاستخدام غرين أكر كمكان لاستضافة محاضرات حول الدين. اقترحت فارمر على مستثمرياه استخدام النزل المغلق. بحلول عام 1897، أصبح المكان قادرًا على استيعاب 75 ضيفًا أو أكثر وكان به عدد من المنازل الريفية حول العقار مع سهل عشبي كان يستضيف أحيانًا معسكرًا للخيام.

### افتتاح سارة فارمر لغرين أكر
وبعد حماس البرلمان، قام فارمر بتأسيس مشروع استخدام نزل غرين أكر كمركز صيفي للتجمعات بين أتباع الديانات المختلفة والتنمية الثقافية. لقد نجحت في جذب الدعم من رجال الأعمال في بوسطن، وزوجات رجال الأعمال والسياسيين، وخاصة فيبي هيرست.:p.193 تم افتتاح العمل في عام 1894:pp.27,193–4 بكلماتها "سيتم التخلي تمامًا عن روح النقد – إذا ظهرت، فسيتم تجاهلها بلطف؛ سيساهم كل شخص بأفضل ما لديه ويستمع بتعاطف إلى أولئك الذين يقدمون مُثُلًا مختلفة. سيتم إجراء المقارنة من قبل الجمهور، وليس المعلمين.":pp.193–4 كانت المجموعة المبكرة من الاهتمامات الدينية واسعة – شاركت فارمر مع المتحدثين الروحانيين الذين بدوا وكأنهم يوجهون والدها بشكل مقنع لدرجة أن كلب العائلة استجاب، وهي حقيقة لاحظها ويليام جيمس.:p.189

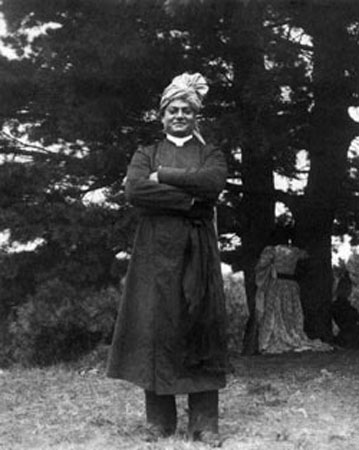
فيفي كاناندا في غرين أكر (أغسطس 1894)

كان كارل إتش إيه بييرغارد أحد أوائل المروجين لهذه الرؤية الروحية، حيث كان يتردد على المكان حتى عام 1896 على الأقل.:pp.25–30 قضى سوامي فيفيكاناندا، وهو راهب هندوسي بارز يعمل في مجال جهود التوعية بين الأديان، ما يقرب من شهرين هناك في صيف عام 1894. نُشرت كلماته في جريدة صوت غرين أكر قصيرة العمر التي تأسست مع مركز المدرسة والمؤتمرات والتي استمرت على الأقل حتى عام 1897.:p.307 ظهرت مراجعة في صحيفة نسخة بوسطن المسائية المحلية.

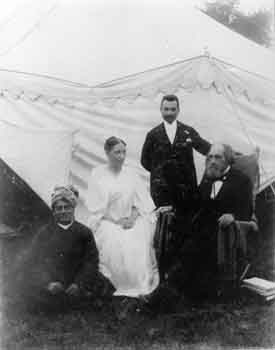
سوامي فيفي كاناندا وسارة فارمر في غرين أكر (أغسطس 1894)

نُشرت قائمة قصيرة من العروض التقديمية في الصحيفة حتى في أماكن بعيدة مثل شيكاغو، كما تضمنت أيضًا علماء أكاديميين بالإضافة إلى كهنة قدموا عروضًا حول الأديان: الأستاذ إرنست فينولوسا، متحف بوسطن للفنون الجميلة – "علاقة الدين بالفن"؛ القس الدكتور إدوارد إيفرت هيل، "علم الاجتماع"؛ القس الدكتور ويليام ألجر، "الدين العالمي"؛ إدوين ميد، "إيمانويل كانط"؛ الأستاذ توماس سي وايلد، "الاتحاد من أجل التقدم العملي"؛ فرانك بي سانبورن، "المعالجة الإنسانية للانحرافات العقلية والروحية"؛ مارغريت بي بيك ‏ من ساندوسكي، أوهايو، "الروح في بحثها عن الله"؛ وأبي مورتون دياز، "عمل الإنسانية من أجل الإنسانية" كانوا من بين المقدمين "المشهورين" ولكن تميز المدرسة الصيفية كان للمحاضرين الأصغر سنًا:p.197 وأقل شهرة من تلك التي كانت تتبع مدرسة كونكورد الفلسفية ‏ السابقة التي أسسها المتعاليون سابقًا والتي أغلقت حوالي عام 1887 وكانت أقل اهتمامًا بالفلسفة من اهتمامها بالدراسة المقارنة في البداية.:p.197 وقد حظيت الجلسات بتقييم إيجابي. وسرعان ما أصبح سانبورن من بين القادة العاملين في غرين أكر. وكان البروفيسور لويس جي جينز هناك يلقي محاضرات عن "داروين وسبنسر" و"الاتجاهات الاجتماعية في ظل التطور" و"الحياة كفن جميل" وسرعان ما تولى أيضًا دورًا قياديًا في التطورات أيضًا. وكان هناك أيضًا شيء من العاصفة في ذلك العام. أقامت "المدرسة" دورة شتوية في كامبريدج مع عدة ظهورات متكررة استضافتها سارة تشابمان بول ‏. في الواقع، استمرت هذه الدورات الشتوية لعدة سنوات وأصبحت تسمى مؤتمرات كامبريدج التي أدارها جينز.

### 1895 إلى 1899
كشف دفتر عناوين يعود تاريخه إلى عام 1895 أن لدى فارمر معلومات اتصال بعدد من قادة الفكر والدين في أمريكا.:pp.187–8 في ذلك الصيف، كان من بين أولئك الذين اجتمعوا في مركز المؤتمرات علماء التطور، ودعا فارمر لويس جينز للمساعدة في تطوير البرنامج. كان جينز أحد طلاب هربرت سبنسر. كما قدم مخترع المحرك عرضًا تقديميًا. لقد نما المؤتمر إلى درجة أن النزل نفسه أصبح صغيرًا جدًا وتم إنشاء معسكر خيام بالإضافة إلى إضافة مبانٍ لتوفير المأوى من المطر أو الشمس.:p.26
في عام 1896، نظم سانبورن "يوم إيمرسون" (على اسم رالف والدو إيمرسون) واستمر لأكثر من عقد من الزمان.:p.199 وفي ذلك العام، أقيم أيضًا اجتماع رسمي لمدرسة كونكورد للفلسفة ‏. بالإضافة إلى المحادثات حول الفن، بدأت الحفلات الموسيقية الفعلية، والرسامون، والنحاتون، والشعراء في الظهور في غرين أكر.:pp.201–2 تم نشر الدعوات القوية للسلام ضد الحرب من المؤتمر في صحيفة بوسطن إيفنينج ترانسكريبت.
تأسست مدرسة مونسالفات للدراسة المقارنة للدين ‏، وهي تطور تقدمي أو ليبرالي ينظر إليه في مقابل التجربة الدينية المحافظة، رسميًا في عام 1896 كمؤسسة مستضافة في غرين أكر وكان المدير الأول هو لويس جينز.:pp.195–6 تم تسمية مونسالفات على اسم الجبل المقدس في بارسيفال فاغنر حيث تم حفظ الكأس المقدسة، على الرغم من أنه غالبًا ما يتم تهجئته Montsalvat. ولكن كان هناك اختلاف بين فارمر وجينز في كثير من الأحيان – فقد أراد جينز الحصول على شهادات أكاديمية بين المتحدثين لديه ووضع خطة عملية لضمان السيولة الاقتصادية للعمل من خلال فرض رسوم على الجميع بدلاً من الاعتماد على المساهمات. لقد واجهوا صعوبة بالغة حتى في الاتفاق على ما كانوا يتحدثون عنه – "لم يكن من الممكن أن يحدث هذا الاختلاف في الفهم بين رجلين معتادين على أساليب العمل"، كما كتب جينز في عام 1899.:p.196 عتبر فارمر المدرسة مكانًا للقاء بين الزعماء الدينيين من أجل "تحقيق أكثر اكتمالاً" للوحدة بين الأديان، واعتمد على الكرم والحماس للتغلب على تحديات الاقتصاد.:p.197 ومع ذلك، لا تزال المدرسة وجرين أكر تعملان وتم الإشارة إلى ذلك في الصحف.

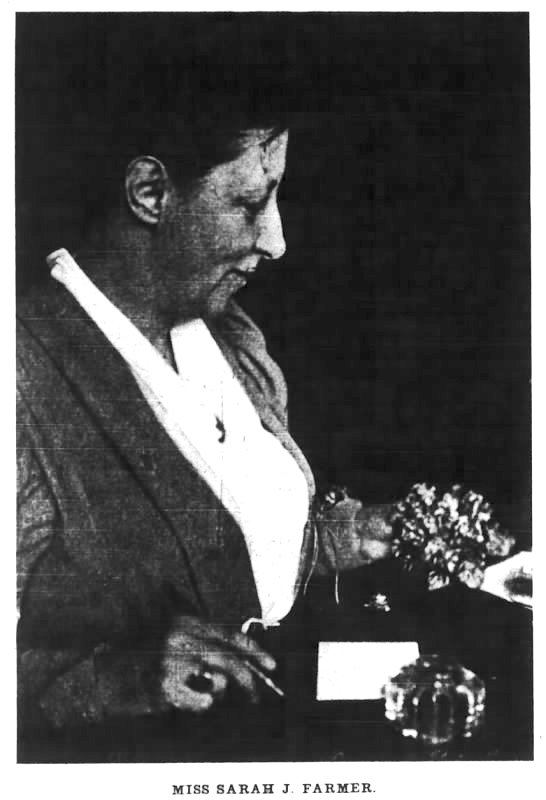
سارة جيه فارمر، نُشرت في صحيفة نيويورك تايمز، 19 سبتمبر 1897

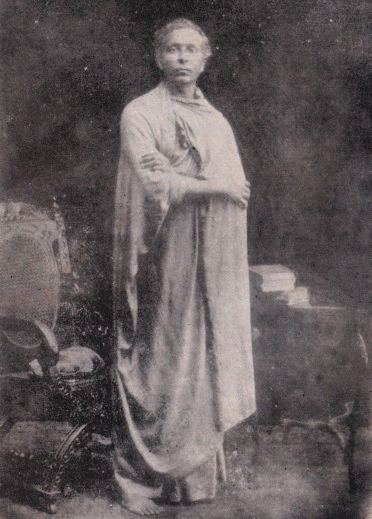
سريماث أناغاريكا دارمابالا في منتصف الثلاثينيات من عمره

افتتح موسم أغسطس 1897 بقاعة المحاضرات الجديدة "إيرينيون" ("مكان السلام"):p.16 وسارة فارمر وغرين أكر صنعوا صحيفة نيويورك تايمز. وقد تم تداول كتاب حول هذا الموضوع في اليابان أيضًا.:p.16 أقام الراهب البوذي البارز أناجاريكا دارمابالا ‏ في غرين أكر حيث عمل على الممارسات بنفسه وقدم دروسًا ومحادثات حول تخصصات تأملية محددة بالإضافة إلى اقتباسات عن تعاليم بوذا.:pp.168–170,200 كان متحمسًا لعملية التقارب بين الأديان في غرين أكر. اختتم الوحدوي ألفريد دبليو مارتن موسم 1897 بمحاضرة بعنوان "الدين العالمي وأديان العالم"، والتي أصبح موضوعها عمل حياته.:pp.136–7 اجتمع مهندسو الكهرباء في مركز المؤتمرات في عام 1897 على الأقل في الذكرى الخمسين لاختراع عربة النقل الكهربائية:p.16
أدرجت جلسة عام 1898 حول مدرسة مونسالفات مجموعة متنوعة من الأشخاص، بمن فيهم جينز نفسه في مقاله "علاقة العلم بالفكر الديني"، وسوامي أبيداناندا ‏ في مقاله "فلسفة الفيدانتا وأديان الهند"، و"أنبياء العبرانيين" للأستاذ ناثانيال شميدت، و"أدب وأخلاق وفلسفة التلمود" للحاخام جوزيف كراوسكوف، و"الإسلام والقرآن" لإميل نابوكوف، و"فلسفة وأديان الجاينيين" لفيتشاند راجافجي غاندي وآخرين.

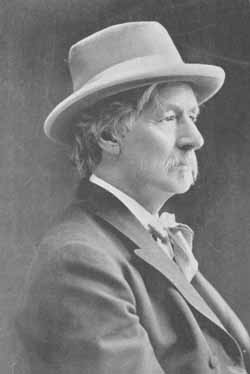
فرانكلين بنجامين سانبورن في عام 1900

أشارت مذكرات تشارلز دبليو تشيسنات إلى أنه كان المتحدث البديل لوالتر هاينز بيج في محاضرة عام 1899 حول حالة الأمريكيين من أصل أفريقي في الجنوب، وعلق على مشاهدة تنوع الملابس التي تمثل ثقافات العالم. تم نشر خطاب وداع فارمر لموسم 1899 في صحيفة بوسطن إيفنينج ترانسكريبت ‏، وكان يحتوي على أفكار دافئة حول تطوير العمل وأهدافه المستمرة. تم نشر كتيب مبارك بعنوان غرين أكر على نهر بيسكاتاكوا يتكون من حوالي 22 صفحة مع قسم مكتوب في أغسطس 1899 وآخر في سبتمبر 1900. وقد حدد البهائيون اقتباسًا من الدين في برنامج عام 1899 ويعتقدون أن فارمر قد سمع عن الدين.:pp.27–9 ومع ذلك، كانت هناك أزمة في حياة فارمر وبنية غرين أكر. وفقًا للباحث إريك لي شميت، كان سانبورن يعمل على "إنشاء ضريح جديد" للتعاليم المتعالية يشبه إصلاح مدرسة كونكورد التي تركز على إيمرسون واستخدم عمله في تغطية غرين أكر في القصص الصحفية لتأطير هذا التطور بينما انحرف جينز في نفس الوقت صراحةً عن نهج فارمر من خلال فرض رسوم على الناس مقابل الفصول الدراسية والإصرار على المؤهلات الأكاديمية والأساليب لفهم تنوع الأديان.:pp.199–200 وصل انقطاع العلاقة بين جينز وفارمر إلى حد إغلاق مدرسة مونسالفات. وكانت هناك أيضًا توترات بين سانبورن وجينس وبين مجموعات أخرى. كانت هناك تكهنات حول شراء فارمر، وكان الدائنون متوترين، وكان شركاؤها التجاريون يفكرون في إجبار فارمر على البيع.

## التحول

### 1900–1906

#### لقاء فارمر مع العقيدة البهائية
بينما كان شركاؤها يسعون لمقابلتها، كانت فارمر بالفعل على متن سفينة إس إس فورست بسمارك ‏ خارجة من نيويورك كضيفة لماريا ب. ويلسون تحاول التخلص من مخاوفها في الأسبوع الأول من يناير 1900. التقى ويلسون وفارمر بالصديقتين جوزفين لوك وإليزابيث كنودسون على متن السفينة – وعلما في النهاية أنهما في طريقهما لرؤية عبد البهاء الذي كان زعيمًا لدين جديد وكان في حوزتهما كتاب صلاة مبكر. كان ويلسون متشككًا، لكن في النهاية غيرت السيدات خططهن ووافقن. وانتظروا في مصر حيث توجد صور لها مع ميرزا أبو الفضل ومشاهد هناك,:pp.28,32 قبل مغادرته إلى حيفا في 23 مارس 1900.:p.29
وبعد سنوات قليلة، روت صديقتها ماري هانفورد فورد بعض ما حدث أثناء لقاءها بعبد البهاء، كقصة من مصدر ثانوي. وقد تم تفصيل بعض الحقائق – فقد التقت فارمر مع عبد البهاء وقبلت الدين في مناسبة واحدة، وفي مناسبة أخرى أرادت أن تسأله سلسلة من الأسئلة في سياق مراجعة حياتها كلها – ولكن عندما كتبت كل ذلك تركت دفتر الملاحظات في عجلة من أمرها لأنها تلقت دعوة للحضور إليه في الصباح الباكر. وذكرت أنه أجاب على الأسئلة بشكل عفوي وبالترتيب الصحيح، وبدأ بطريقة جعلت المترجم يشعر بالارتباك لأنه لم يتم طرح أي سؤال. في نهاية تلك المقابلة، بكت "... دموعًا غريبة من السعادة الغامرة، وذهبت إلى غرفتها لاستعادة رباطة جأشها التي اهتزت بفعل هذه الأحداث المفاجئة والمنيرة." يُشار إلى هذه القائمة من الأسئلة في تذكير آخر موجز. كان لدى أنيس رايدآوت سجل مماثل للحادث. ويذكر رايدآوت أن عبد البهاء كتب نقشًا في نسخة فارمر للكتاب المقدس بتاريخ 26 مارس. ومن جانبها انضمت ماريا ويلسون أيضًا إلى الدين وكانت أول بهائية تنتقل إلى بوسطن.
بعد زيارتهن لحيفا ومصر، أمضت النساء أيضًا بعض الوقت في البهائية في فرنسا بعد الزيارة, وروما.

#### العودة إلى غرين أكر
استمر برنامج صيف عام 1900 بدون فارمر، على الرغم من تعليق الدراسة في مدرسة مونسالفات في ذلك العام. عادت فارمر إلى الولايات المتحدة في نوفمبر، مصابًا بجروح عند وصوله وفقًا لإحدى الروايات. وكانت هناك أيضًا تقارير تفيد بأن المترجم في الاجتماع جاء إلى الولايات المتحدة مع فارمر في رحلة العودة. وقد تم ذكرها في إليوت في مايو 1901. انعقد اجتماع تنظيمي في الثاني والعشرين من شهر مايو وتم تخصيص موقع على "جبل مونسالفات" القريب، كما أطلق عليه فارمر، لاستضافة مدرسة في نهاية المطاف. وكانت كيت سي. إيفز من بين الحاضرين. وفي ربيع عام 1901 التقت أيضًا مع فيبي هيرست، التي ذهبت بنفسها لرؤية عبد البهاء قبل بضع سنوات، وقد تبنت هي أيضًا الدين.
ارتبطت فارمر علنًا بالدين في يونيو 1901. وقد تم شرح الدين البهائي، "... لقد وجدت الإيمان المشترك الذي يمكن لجميع النفوس المتدينة أن تتحد فيه وتكون حرة". في ذلك الوقت كان هناك حوالي 700 بهائي في الولايات المتحدة.:p.190
في خضم صراعها مع جينز وارتباطها الجديد بالدين البهائي، عرضت دروسًا مجانية بالتوازي مع دروس جينز في مدرسة مونسالفات، بل ومتعارضة في الوقت. في عام 1901، كانت رسوم الموسم بأكمله من الدروس مع مجموعة جينز خمسة دولارات لمدرسة مونسالفات:p.126 – وبمعدل التضخم، سيكون ذلك 140 دولارًا في عام 2014.
وقد ذكر شميدت فارمر وغرين أكر في فصل بعنوان "الحرية والاستسلام للذات" من كتاب "النفوس القلقة: صناعة الروحانية الأمريكية" الذي نشرته مطبعة جامعة كاليفورنيا في عام 2012:
كان الصراع في صميم الروحانية الليبرالية... يدور حول ثبات الهوية الدينية وهشاشتها في العالم الحديث.... هل كان الهدف تحديدًا هو حرية السعي الروحي؟ أم كان الهدف الحقيقي هو إيجاد مسار واضح المعالم والخضوع لضوابط سلطة دينية جديدة من أجل غمر الذات في علاقة أوسع مع الله والمجتمع؟... إن قبول فارمر في نهاية المطاف للدين البهائي أو "الوحي الفارسي"... أربك أصدقاءها الليبراليين العالميين، الذين فضّل الكثير منهم البحث المستمر على إيجاد مسار واحد فعليًا. بالنسبة لفارمر، كانت الرؤية التي وجدتها في الدين البهائي لعصر جديد من الوحدة الدينية، والمصالحة العرقية، والمساواة بين الجنسين، والسلام العالمي بمثابة تحقيق لدوافع الإصلاح في الفلسفة المتعالية وأحلام الألفية التقدمية. بالنسبة لزملائها المتشككين، كان توجهها نحو الوحي الفارسي بمثابة خيانة لمثلهم العليا الأعمق باعتبارهم باحثين أحرارًا تضاءلت رؤيتهم للتقوى العالمية عند احتمال وجود حركة واحدة تعمل بمثابة محور واحد للدين العالمي.:pp.184–6
ومع ذلك، ركّزت فارمر جهود المؤسسة على المواضيع البهائية. وفي عام 19٠2، قالت:
إن فرحتي بالوحي الفارسي لا تكمن في أنه يكشف عن أحد الجداول المتدفقة إلى محيط الحياة والنور والحب العظيم، بل في أنه مرآة مثالية لذلك المحيط. ما كان في غرين أكر بمثابة رؤية وأمل أصبح من خلاله حقيقة مباركة الآن. لقد أضاء لي كل تعبير آخر عن الحقيقة التي كنت أعرفها حتى الآن ووضع قدمي على صخرة لا يمكن تحريكها منها. وهذا هو مظهر الأبوة – بهاءالله (المحرر – كما كان يُكتب في تلك الأيام) – الذي علمني أن أنظر بعيدًا حتى عن الأعظم وأن أجد في داخلي الواحد "القوي والقادر والأعلى" الذي سيكون مخلص حياتي. إنه كشف عن الوحدة لم أجد مثله من قبل. بفضل نورها، كما أظهرته حياة الأستاذ عباس عبد البهاء، دخلت إلى فرح أعظم من أي فرح عرفته من قبل. لقد تم تأسيس غرين أكر كوسيلة لتحقيق هذه الغاية، وبقدر ما نضع جانباً كل روح انتقاد الآخرين ونسعى فقط إلى عيش الوحدة التي نجدها، فهل سنكون قادرين على مساعدة الآخرين على تحقيق نفس الإدراك الإلهي.:p.206

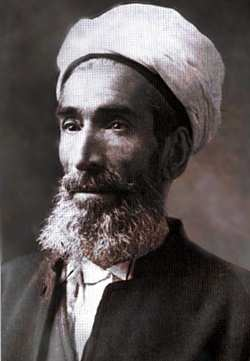
ميرزا أبو الفضل غولبايغاني

افتتح فارمر جلسة عام 1901 في غرين أكر بخطاب بعنوان "ظهور حضرة بهاء الله وعلاقته بمدرسة مونسالفات" بينما ألقى آخرون محاضرات ذات صلة – "القدس الجديدة، أو المدينة التي نريدها"، "محاضرة عن الوحي الفارسي"، و"أقوال بهاء الله". وكان ميرزا أبو الفضل، من بين أكثر البهائيين تدريبًا علميًا في ذلك الوقت، حاضرًا,:p.80 وكان عنوان محاضرته "محاضرات عن وحي الباب وبهاءالله الفارسي". وصل علي كولي خان إلى الولايات المتحدة في يونيو/حزيران ليقوم بدور المترجم له. كان أبو الفضل برفقة أنطون حداد، أول بهائي يعيش في الولايات المتحدة، في رحلة عودته إلى أمريكا. لقد تم إرسالهم من قبل عبد البهاء. وكانت هناك أيضًا البهائية الشهيرة آغنيس بالدوين ألكسندر، التي عُينت لاحقًا في منصب رفيع في الدين. تذكر إستر ديفيس أن آخرين كانوا هناك في صيف عام 1901: هي نفسها، ورافعي، المترجمة في أحد اجتماعات فارمر مع عبد البهاء، و"الأم بيتشر" (إلين تولر بيتشر). كانت ماري هانفورد فورد هناك تلقي إحدى محاضراتها عن الأدب، وفي هذه الفصول مع أبو الفضل يُعتقد أنها انضمت إلى الدين. ومن هنا بدأت جماعة البهائيين في التشكل في بوسطن. بدأ فارمر وعبد البهاء تبادلًا نشطًا للرسائل، بلغ عددها أكثر من عشرين رسالة، والتي جُمعت وطُبعت في البداية عام 1909، ثم الطبعة الثالثة عام 1919.:p.38
ومع ذلك، لم يلجأ فارمر إلى نهج صارم تجاه وجود الدين، بل قدم العديد من التنازلات للحد من ذكره ووجوده,:p.207 وهذا يتوافق مع التعاليم البهائية حول عدم التبشير. ولم تختفِ مشاكلها رغم وفاة جينز فجأة في خريف عام 1901.:p.196 أقيم حفل تذكاري في غرين أكر في 6 سبتمبر. واصل فيلمور مور، مدير مدرسة الأديان المقارنة بعد جينز، انتقاده.:p.210 وقد انحاز آخرون إلى آراء جينز بما في ذلك سانبورن والمستثمرة سارة تشابمان بول ‏. وفي الوقت نفسه، بدأ عدد من المعلمين الشرقيين الذين قدموا دياناتهم الخاصة، إلى جانب ديانة البهائيين أنفسهم، في الظهور رسميًا في برامج مدرسة مونسالفات إلى جانب ديانة غير المؤمنين المهتمين أكاديميًا – المسلم شحادة عبد الله شحادة في عام 1901، (وعاش لاحقًا في بروفيدنس، رود آيلاند، وكان له حديقة تحمل اسمه)، الأخت البوذية سانجاميتا قبل أن تغادر إلى الهند كمتحولة جديدة، بي إس كيمورا من اليابان، في عام 1902، دارمبالا، م. باروكاتولاه، باها بريماناند في عام 1904، وسي جينارادادين في عام 1905. تم إعداد ملف تعريفي عن فضل وخان إلى جانب مراجعة للدين في عام 1903.
كتب رالف والدو ترين كتابًا أثناء وجوده في غرين أكر:p.153 ونشره في عام 1903. بالإضافة إلى ذلك، أصبحت الحفلات الموسيقية أكثر شيوعًا – وكان أحد أوائل الحفلات التي أخرجها البهائي المبكر إدوارد كيني. ألقى مايرون إتش فيلبس، كجزء من انتقال مدرسة مونسالفات في منصبه كمدير في عام 1904 و5 محاضرة عن الدين في مؤتمر عام 1904 الذي أعقب كتابه عام 1903، (على الرغم من أنه تم الحكم عليه لاحقًا بأنه مليء بالأخطاء من قبل البهائيين.) تم طباعة المقالات المستندة إلى العمل في مجلات مختلفة، وأشار البعض إلى غرين أكر أيضًا.
في مواجهة عوالم الدعم المتغيرة، كانت فيبي هيرست بمثابة عامل استقرار خاص لفارمر في عام 1902، تلتها هيلين إي. كول في عام 1906. كان هناك عامل آخر في تقدم غرين أكر وهو أن خدمة قارب البخار من بورتسموث كانت تعمل بانتظام في عام 1895,:p.16 ووصول خدمة القطار الكهربائي إلى إليوت بالقرب من الفندق في عام 1902. أخيرًا، في عام 19٠2، أنشأ فارمر مجلسًا تطوعيًا – "زمالة" – "هيئة داعمة للمساعدة في دفع مؤتمرات غرين أكر إلى الأمام، وتتولى سارة جيه فارمر إدارة هذا المجلس." وفي خضم هذا الحريق، احترق منزل فارمر الشخصي تمامًا عام 19٠4، واستقر راندولف بوليس، الذي كانت أخته وابنة أخته بهائيتين معروفتين، هناك حتى وفاته عام 1939.

#### عام السلام
في عامي 1904 و1905، زار الدبلوماسيون اليابانيون غرين أكر – يوكوياما تايكان ‏، وأوكاكورا كاكوزو ‏، وكينتوك هوري، وقاموا بالتوقيع على كتاب فارمر الذي يحتوي على اقتباسات ورسومات لخدمة شاي خاصة وعروض تقديمية.:pp.44–6 كمؤسسة، طورت غرين أكر مجموعة مختصرة من الجمعيات "الفرعية" بما في ذلك واحدة في واشنطن العاصمة في عام 1905 والتي بدأت في استضافة مؤتمرات السلام.
كانت علاقات فارمر وتصميمها على السلام من الأسباب التي جعلتها حاضرة عند توقيع معاهدة بورتسموث للسلام ‏ وكانت بالفعل المرأة الوحيدة في القاعدة البحرية.:pp.50–51 تم تذكر هذا الحدث في الأوقات الأخيرة. حضر الدبلوماسيون من اجتماع المعاهدة الفعاليات في غرين أكر. حضر الاجتماع نحو 300 شخص، بما في ذلك بعض المراسلين من اليابان، على الرغم من أن الرئيس روزفلت والوفد الروسي لم يحضروا الاجتماع.:pp.47–9 وقد تم تقديم العديد من المحادثات حول السلام بما في ذلك من قبل الوزير تاكاهيرا وعلي كولي خان، الذي وصفه في رسالة إلى زوجته فلورنس بريد خان ‏ بأنه اليوم الأكثر أهمية في تاريخ غرين أكر حتى تلك النقطة.

في الوقت نفسه، أصبح عدد قليل مهتمًا بالدين البهائي في جرين أكر – هارلان أوبر وألفريد إي. لونت كانا من سكان بوسطن وانضما إلى الدين في صيف عام 1905 في جرين أكر:pp.218–9 مع أوبر تعلم الدين أولاً من خلال لوا غيتسينغر وأليس باكتون ‏، ثم تعلم لانت الدين من أوبر.

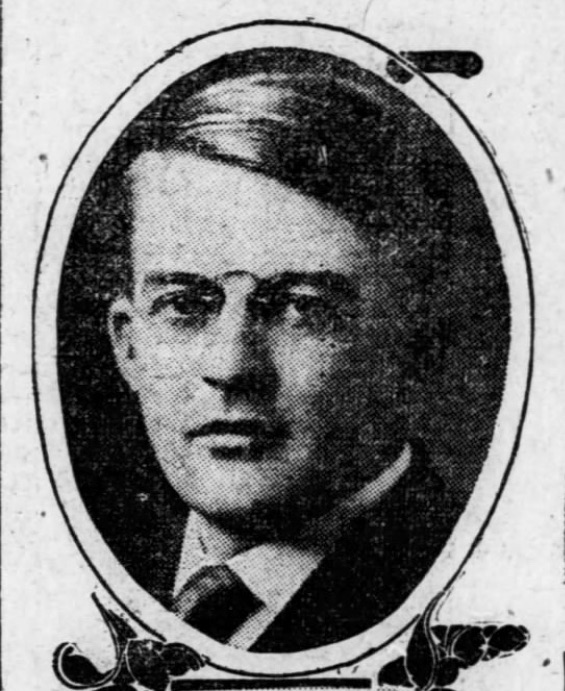
ألفريد إي. لونت (1910)

كان أوبر يعمل في مجال الشحن. كان أوبر ولانت من القادة السياسيين للحزب الجمهوري في الحرم الجامعي, في عصر نظام الحزب الرابع المعروف أيضًا باسم العصر التقدمي. حوالي عام 1905، حل مجلس رسمي للإشراف على غرين أكر، والذي كان يسمى "زمالة غرين أكر"، محل المجلس التطوعي السابق وتم ترتيبه مع خمسة أمناء – فرانسيس كايف، وألدريد إي. لانت، وهوراشيو دريسر، وماريا ويلسون، وفيليمور مور، (اثنان منهم كانا بهائيين، وثلاثة ليسوا كذلك).

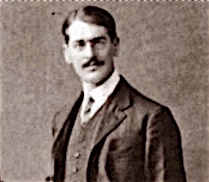
هارلان أوبر في عام 1907

في صيف عام 1906، علم ستانوود كوب عن الدين من خلال سلسلة من المقالات في صحيفة بوسطن ترانسكريبت، وذهب إلى غرين أكر لمعرفة المزيد.:pp.216,224 تحدث مع سارة فارمر. وكان ثورنتون تشيس، "البهائي الغربي الأول"، حاضرًا أيضًا لإلقاء سلسلة من المحاضرات. وفي تلك المناسبة انضم كوب إلى الدين. وكان هناك آخرون أيضًا يقدمون محاضرات، بالإضافة إلى اجتماع لقدامى المحاربين في الحرب الأهلية. تم نشر محاضرة بونامبالام راماناثان ‏ في ذلك العام في صحيفة بوسطن إيفنينج ترانسكريبت ‏.
وجاء آخرون أيضًا إلى غرين أكر. في عام 1906، ومن بين الشخصيات البارزة، ألقى مساعد وزير الخارجية الثالث ‏ آنذاك هنتنغتون ويلسون ‏، والجنرال المتقاعد آنذاك أو. أو. هوارد، والحاكم السابق لولاية ألاسكا جون جرين برادي، محاضرات أو استضافوا اجتماعات. حصل مارسدن هارتلي على وظيفة عامل صيانة هناك ومن خلال جمعيته تمكن من إقامة معرضه الأول، وكان صديقًا لأوبير ولونت.

### 1907–1912
في عام 1907 كان لا يزال من الممكن مراجعة الأمور في غرين أكر دون ذكر البهائيين. تحدثت ماي رايت سيوال في عام 1907 في غرين أكر. بدأت التغطية الصحفية في تغطية الانقسام والحل في غرين أكر وتمكن فارمر من الحفاظ على سمعة غرين أكر عالية حتى عام 1907.:p.210 تغطية الأحداث التي وقعت في إنديانابوليس.
اعترض البهائيون أحيانًا على تقديم أفكار متناقضة معًا، بينما اعترض آخرون أحيانًا على وجود تغطية بهائية مفرطة.:pp.217–8 كانت نصيحة عبد البهاء لفارمر هي أن يكون أكثر صراحة بشأن الدين وأقل دعمًا للخرافات التي يعود تاريخها إلى ألفي عام.:pp.208–9,313 ومع ذلك، في عام 1907 وقعت أحداث أخرى عندما سقط فارمر من عربة قطار في بوسطن في سن الستين، وأصيب بجروح ولم يتعافى بشكل كامل أبدًا.:pp.190,210–1 لقد قامت بتسجيل نفسها في مستشفى ماكلين ‏ ربما بسبب إصابة خطيرة في ظهرها، عندما كان المستشفى مصحة.
استمر موسم 1908 رغم أن جدوله كان مخفضًا. ضغط عليها فيلمور مور للتنازل عن حق تعيين الوصي وأصدر بيانًا مؤلمًا في عام 1909.:p.53 تشعر الكاتبة ديان إيفيرسون أن فارمر تقدمت في المستشفى بسبب كسر قلبها بسبب النزاع على غرين أكر. انتقلت رعايتها إلى ممرضة خاصة في بورتسموث ومن هناك، عندما "أصبحت 'أكثر من اللازم'"، انتقلت إلى رعاية طبيب النفس المبكر الدكتور إدوارد كاولز.
كان آخر ظهور علني لفارمر في غرين أكر في عام 1909.:p.210 كان الموسم ناجحًا مع المغنية ماري لوكاس (التي انضمت إلى الدين في عام 1905) والعديد من الآخرين. في ذلك العام صوت مجلس زمالة غرين أكر على إعادة بناء مسكن فارمر في موقع منزل والدها بتكلفة 5،000 دولار.
غيرت فارمر وصيتها لتورث غرين أكر للبهائيين في حالة وفاتها عن طريق وكيل فيبي هيرست. لقد قامت عائلتها بإيداعها في مؤسسة عقلية بشكل غير طوعي في يوليو 1910,:pp.190,210–1 وفي الوقت نفسه، سمحت اللوائح الداخلية للمؤسسة لفارمر بتعيين ثلاثة من أمنائها الخمسة، وملء الوظائف الشاغرة، وإزالة أي من الأمناء. كان كل هذا قبل الاحتفال بالذكرى المئوية لتأسيس مدينة إليوت نفسها، بما في ذلك في غرين أكر. وفي الوقت نفسه، بدأ البهائيون الكنديون الأوائل، المجوس، في أن يكونوا زوارًا منتظمين في الصيف. ومن بين العديد من المقدمين والمغنين كان هناك عدد قليل من البهائيين، بالإضافة إلى ويب دو بوا وسوامي باراماناندا. تم تعيين علي كولي خان قائمًا بالأعمال الإيراني في واشنطن العاصمة في عام 1910.
نُشرت مراجعة لتاريخ غرين أكر في عام 1911 في الصحيفة المحلية، على الرغم من وجود المزيد من الوصف لغرابة فيفيكاناندا بعبارات عنصرية. كان للموسم العديد من المتحدثين.

#### عبد البهاء في المنطقة
شرع عبد البهاء، رئيس الدين آنذاك، في رحلات إلى الغرب بعد إطلاق سراحه من السجن. بينما أقيم الموسم العادي في غرين أكر في شهر يوليو، كان هناك من 16 إلى 23 أغسطس.
أشار عبد البهاء إلى إعادة تسميتها "عكا الخضراء" بدلاً من "العكا الخضراء" في إشارة إلى الوجود البهائي حيث دفن مؤسس الدين – في إشارة إلى عكا.:p.207 على الرغم من أن فارمر نفسها أشارت إلى "الفدان الأخضر" منذ عام 1902:p.206 وعلنا في عام 1903:p.195 وقد استخدمت وثائق تكوين الزمالة أيضًا مصطلح "غرين أكر" – ومع ذلك، يشير شميدت إلى التغيير في الاستخدام باعتباره خطًا فاصلًا بين المجموعات المعنية.:p.185 هناك اسم آخر يستخدم أحيانًا وهو "Green–acre–on–the–Piscataqua" الذي يعود تاريخه إلى عام 1897 وفي العصر الحديث. يبدو أن اسم Greenacre نفسه للموقع يعود إلى ما قبل بناء الفندق.:pp.10–11
كان هناك حوالي خمسة:p.125 أو ثمانمائة شخص لسماع أول حديث لعبد البهاء. كان الحديث عن طرق معرفة الحقيقة – لقد نبذ الأساليب الفردية مثل العقل الخالص، والسلطة البسيطة، والإلهام الفردي، وما إلى ذلك، لكنه أكد:
إن العبارة المقدمة إلى العقل مصحوبة بالأدلة التي يمكن للحواس أن تدرك أنها صحيحة، والتي يمكن للقوة العقلية قبولها، والتي تتفق مع السلطة التقليدية وتعتمد على دوافع القلب، يمكن الحكم عليها والاعتماد عليها على أنها صحيحة تمامًا، لأنها ثبتت واختُبرت بكل معايير الحكم ووجدت أنها كاملة.
وقد تراجع بعضهم عن اعتقادهم السابق بقداسة الوحي الخالص.:p.125
ثم زار عبد البهاء فارمر في منزلها.:60
وفي ذلك المساء ألقى عبد البهاء كلمة أمام الحضور في إيرينيون وكتب صلاة من أجل فارمر.:pp.60–1 وكان حاضرا في البرنامج متحدثا في الأيام 16 و17 و18 و19 أغسطس، بينما كان هربرت بيكهام متحدثا في معظم الجدول الزمني المتبقي من الأسبوع. تم جمع العديد من أحاديث عبد البهاء ونشرها في كتاب "إعلان السلام العالمي" الصفحات 253–275.:p.63 كما قام بزيارة منازل البهائيين الآخرين – ماسون ريمي، وكاري وإدوارد كيني. وفي محاضرات أخرى، بكى بعض الحضور أثناء صلاته أو أغمي عليهم. وتحدث إلى مجموعة معسكر نادي الفتيات بجانب النهر في 19 أغسطس.:p.127 في رسالة أعلن أن فارمر لم يكن مجنونًا ولكنه كان يعاني من "الابتهاج الديني" ولم يكن يعاني من الهستيريا الأنثوية كما كانت هذه الأشياء تُرى في ذلك اليوم. كان يلتقي بأفراد في أيام أخرى في غرين أكر أو في منزل كيت إيفز، أول امرأة عضو في الدين، ويقدم لهم النصيحة ويصغي إليهم.:p.75
وصل فريد مورتنسن في 20 أغسطس.:p.126 كان مورتنسن مجرمًا هرب من الاعتقال – وكان محاميه هو البهائي ألبرت هول من مينيسوتا والذي تعلم منه عن الدين. ركب من مينيابوليس إلى كليفلاند ثم ذهب إلى غرين أكر – كل ذلك عن طريق التنقل بين البضائع. وعندما تم تقديمه إلى حشد من الناس شعر بالحرج من مظهره القذر، ثم قيل له أن يجلس وسط مجموعة من الناس يرتدون ملابس أنيقة وينتظر، ولكن سرعان ما عاد عبد البهاء وبدأ يتحدث عن كثب مع مورتنسن. وكشف استفساره عن كيفية سفر مورتنسن.
وصل مورتنسن في يومٍ رتّبه عبد البهاء كعيدٍ:p.129، أُقيم على "جبل مونسالفات"، والتقطت له صورة بانورامية كبيرة.:pp.76–7 يجلس مورتنسن في أقصى اليسار. كما ورد أن فارمر كان هناك، يقوده عبد البهاء عبر التل لبضع دقائق، وأجرى محادثةً مطولة، ثم أشار علنًا إلى أن المنطقة ستستضيف ثاني معبد بهائي لأمريكا، بالإضافة إلى جامعة، ثم أشاد بفارمر علنًا.:pp.78–9
تلا ذلك بضع محاضرات وزيارات وداعية تناولت مواضيع مثل القضاء على التحيز. وقيل إنه وصف العمل بأنه "يشبه عمل متدرب عامل الحديد المنهك الذي قال له سيده: مت، لكن ارفع ضخك".:p.81
زار عبد البهاء فارمر مرة أخرى وقاموا بجولة بالسيارة بما في ذلك التوقف لرؤية حوض بناء السفن حيث تم توقيع المعاهدة.:p.72 في رحلة العودة لم يُسمح لها بالنزول من السيارة عندما توقفت في غرين أكر.
في اليوم الأخير في غرين أكر، التقى ببعض الأفراد ثم غادر وتوقف عند مستشفى فارمر مرة أخرى هذه المرة بعربة – وبكت عند قدميه في تلك المناسبة.:pp.211–5:p.81

## الإدارة البهائية

### 1913–1916
مع انتشار الأخبار التي تفيد برؤية فارمر، ولو لفترة وجيزة، تم الاحتفاء بصحتها، ولكن النداء "الأكثر إلحاحًا" الذي أطلقه البعض كان تحذير الناس من أن غرين أكر "مهددة بكارثة مروعة" في يونيو 1913. بدا الاجتماع الذي عقد في شهر يونيو وكأنه يقدم واجهة هادئة، وأشار إلى أن فارمر قد عينت في السابق وصيًا أثناء مرضها، لكن الجدل استمر في شهر يوليو. ما حدث هو أن شروط الصندوق الاستئماني غرين أكر كانت قد حددت السلطة التي تقع على عاتق Farmer طالما كانت قادرة على توجيه البرنامج. ومع ذلك، في عام 1913 لم تتمكن من ذلك، وقام مجلس الإدارة بإعادة ترتيب الأمر للسماح لأحد الأمناء بإدارة المؤتمر والحفاظ على البرنامج – وهي الخطوة التي كانت تخشاها مجموعات سانبورن وفيلمور التابعة. نشر سانبورن حججًا حول حقوق الوصول. وقد تردد صدى التجمعات العامة في الصحف والمجلات المفتوحة، وخاصة تلك التي عارضت الشعور بالاستسلام الديني وغرابة الدين البهائي.:pp.221–3 ومع ذلك، تم توسيع المجلس إلى تسعة أعضاء وتم تعيين ويليام راندال، رجل الأعمال في مجال الشحن والبهائي منذ ما قبل عام 1912، أمينًا,:p.83 وواحد فقط لم يكن بهائيًا.:p.211 استمرت العناوين الرئيسية المخيفة في أماكن مختلفة قريبة وبعيدة. تم تنفيذ البرنامج بغض النظر عن ذلك.:p.83 كتبت كيت إيفز، أول بهائية في بوسطن، رسالة إلى المحرر تدعو فيها سكان بورتسموث إلى محاضرة حول الدين. بدأت المناقشات حول من سيكون الوصي على فارمر في يناير 1914 مع أنباء عن وجود وصي آخر على شؤونها. ولكن تم إعلان فارمر عاقلة في فبراير، على الرغم من أن الأمر أثير مرة أخرى في مارس عندما سعت عائلة فارمر إلى تعيين وصي عليها من قبلهم. وفي خضم الاتهامات الحزبية في الصحيفة، وافق الطبيب على أن فارمر عاقلة وكفؤة لإدارة شؤونها الخاصة في يونيو.
وفي هذه الأثناء، في مايو 1914، تم انتخاب ألفريد إي. لونت لقيادة الدين على المستوى الوطني إلى جانب ويليام راندال.
ازداد الجدل في غرين آكر توترًا. في يوليو، تعرّضت صحة فارمر العقلية للطعن من خلال شكاوى وبيانات دعم، قُدّمت جميعها إلى المحكمة مجددًا، بالإضافة إلى رفع الاختصاص القضائي الشرعي لوصيين على فارمر إلى المحاكم العليا.
استمر برنامج يوليو 1914 في جرين أكر – وتضمن محاضرة ألقاها البهائي اللاحق هوارد كولبي إيفز والتي نُشرت في الصحيفة، بالإضافة إلى أليس بريد وألفريد إي. لانت وآخرين، بينما ألقى آخرون محاضرات احتجاجية من الشارع.:pp.209–10 كان مجلس إدارة زمالة غرين أكر قد تجادل بشأن المال في النهاية في المحكمة وتم تسويته، ولكن تم التأكيد على ملاءمة مجلس الإدارة المنتخب الموسع وتطلب تعديلات القانون الأساسي ليس فقط من قبل الأمناء ولكن من قبل مجموعة المستثمرين بأكملها.
توفيت هارييت ماجي، وهي من أوائل البهائيين الكنديين، في غرين أكر في يناير 1915. في أوائل عام 1915 أشرف راندال على كهربة النزل والممر.:p.165 بعد المشاركة البهائية في معرض بنما والمحيط الهادئ الدولي ‏ في ربيع عام 1915، خدم لونت مرة أخرى في المجلس الوطني للبهائيين في الولايات المتحدة؛ هذه المرة كرئيس، مع أوبر كسكرتير. وبعد ذلك بدأ البهائيون في شراء العديد من العقارات المجاورة لغرين أكر.:p.86 لم يتم إطلاق سراح فارمر من المستشفى على الرغم من عدة جولات من الحكم على سلامتها العقلية وقدرتها على الاهتمام بشؤونها الخاصة، وقد تم علاجها بالأدوية والعلاج بالصدمات الكهربائية. الآن بدأ البهائيون في التخطيط لإطلاق سراح فارمر – في المقام الأول ويليام راندال، وأوربان ليدوكس، ومونتفورد ميلز:pp.211–2 – وحاولت طرقًا مختلفة. وفي النهاية، جمعوا رئيسًا للشرطة وقاضيًا لمرافقة أمر المحكمة، حيث اعترض البعض الطبيبة جسديًا بينما حمل آخرون فارمر إلى سيارة تنتظرها لتأمين حريتها. شاركت أيضًا إحدى قريبات فارمر، هيلين جرين، وسجلت شهادتها التي تم الاحتفاظ بها في الأرشيف الوطني البهائي.:p. 86 كان راندال وأوبر وآخرون مرئيين في غرين أكر بعد أسبوع. تمكنت فارمر من الاحتفال بعيد ميلادها التالي بحرية نسبية، بهدوء. أشاد عبد البهاء بالعمل الذي أدى إلى تحرير فارمر. كانت هناك جلسة في ذلك الصيف في غرين أكر.
تم استئناف القضية للتشكيك في الاختصاص في الجدل حول الأوصياء في أواخر عام 1915. حسمت المحاكم القضية المتعلقة بالوصاية ضد مجموعة سانبورن في عام 1916. وفي الوقت نفسه، تم تحديد تبرع هيلين كول في عام 1902 لبناء ما أصبح يسمى منزل الزمالة الذي تم بناؤه في منتصف عام 1916.:pp.108,165 تم إجراء مقابلة مع فارمر في صحيفة بوسطن بوست في أغسطس حيث مر المراسل بتجربة لم يستطع تفسيرها، (على الرغم من وجود العديد من الأخطاء المطبعية في المقالة والخطأ في التسمية)، ثم توفيت فارمر في نوفمبر، أثناء سيرها في مقبرة عائلتها. كان هناك حارس لحماية جثتها خشية أن يتم أخذها. دعا سانبورن إلى إجراء تحقيق رسمي في وفاتها. ألقت كيت آيفز كلمة التأبين، وحضرها كلٌّ من لونت، وأوبر، وراندال، وغيرهم من بوسطن والمنطقة. عُرفت أوبر بكونها ضابطة في غرين أكر إلى جانب لونت. وبدعم فارمر ووصيتها للبهائيين، انتهت القضية. انزعجت مدرسة المتعالين، على أقل تقدير، وكذلك مؤيدو المدرسة الأكاديمية.:pp.209–10,313–4 كما ورث البهائيون ديونًا قدرها 25 ألف دولار. ورغم أن التغطية الصحفية آنذاك كانت مُستهجنة لعملها، إلا أن التغطية الإعلامية الحديثة أشارت إلى أنها "توقعت حركة السلام، وتحرير المرأة، وثقافة العصر الجديد". واعتُبرت مساهمة فارمر "ذات أهمية خاصة" في تطوير المدارس البهائية. بعد وفاتها، عيّنها شوقي أفندي، الذي أصبح لاحقًا رئيسًا للدين، كواحدة من تلاميذ عبد البهاء.:p.88 أشار البهائيون إلى أن خدمتها الفردية رفعت مكانة المنظمة بدلًا من إضفاء الطابع المؤسسي عليها، مما مهد الطريق لظهور بعض أنشط مؤيدي الدين في أمريكا، وطبيعة هذا المكان. ومع ذلك، لاحظت المثالية الدينية الليبرالية أن النظام الديمقراطي قد منح جرين أكر وجهة نظر طائفية. صحيح أنه قبل عام 1900 كان هناك حوالي نصف دزينة من البهائيين في نيو إنجلاند وأن معظم نمو الدين في المنطقة يُعزى إلى العمل المنجز في جرين أكر.:pp.142–7
لا يوجد سجل لعقد جلسة صيفية في عام 1916. كتب أوبر رسالة إلى المحرر حول الدين وغرين أكر في وقت سابق من شهر أغسطس.

### غرين أكر والمساهمة في القيادة الوطنية
المؤتمر الوطني الربيعي للبهائيين عام 1917 مع اجتماعات عقدت في غرين أكر وبوسطن. في عام 1917، انتُخب ويليام راندال مرة أخرى لعضوية المجلس الوطني للدين، وفي ذلك العام انتُخب رئيسًا للمجلس، كما انتُخب هارلان أوبر لعضوية المجلس أيضًا. من بين المتحدثين في جدول الصيف في غرين أكر في عام 1917 كان هوراس هولي، وراندال، وألبرت ر. فايل، ولويس ج. جريجوري، وإيشتيل إبن كالانتر، ولانت، وألبرت هول. تحدث راندال في غرين أكر عن "مهمة غرين أكر" و"محادثات عبد البهاء" بالإضافة إلى محاضرات أخرى لفريدريك سترونج حول العديد من المواضيع بالإضافة إلى إدوارد جيتسنجر.
ناقش الجيش الاستيلاء على ممتلكات غرين أكر لصالح عماله في عام 1918. تم انتخاب راندال مرة أخرى لعضوية المجلس الوطني للدين، هذه المرة بصفته أمين الصندوق، في عام 1918. على الرغم من أن النزل لم يفتح، إلا أنه كان لا يزال هناك جلسة صيفية مع جيمس إف مورتون جونيور ومؤتمر وطني للغة الإسبرانتو. حضرت مارثا روت.:p.85 وكان السيد والسيدة أوبر، ولانت، ومي ماكسويل من المشاركين في خدمات برنامج الجنازة لصديق مقرب من فارمر الذي توفي. ناقش راندال مع جولييت تومسون ومي ماكسويل وألبرت فاييل موقف غرين أكر بشأن رفع علم السلام وفي النهاية قرروا أنه يجب رفعه. أُقيمت الصلوات في غرين أكر لإنهاء الحرب العالمية الأولى.:p.91
كان راندال في رحلة حج بهائية بعد الحرب في عام 1919 وشجعه عبد البهاء على مواصلة عمل فارمر في غرين أكر.:p.91 شغل راندال منصب مدير غرين أكر من عام 1919 إلى عام 1929 عندما توفي. كان هارلان أوبر حاضرًا في المؤتمر الوطني للبهائيين الذي عقد في نيويورك عام 1919. كان مؤتمر عام 1919 حدثًا رئيسيًا في الدين لأنه كان أيضًا المكان الذي نُشرت فيه ألواح الخطة الإلهية لعبد البهاء.
ألقى المعلم المتجول للدين فاضل مازندراني عدة محاضرات في غرين أكر عام 1920. انتُخب راندال للمجلس الوطني مرة أخرى عام 1920 أمينًا للصندوق وتحدث في المؤتمر. تم إدراج راندال كجهة اتصال للإعلان عن الأحداث وحجز الغرف في غرين أكر عام 1920 بواسطة ألبرت فايل.
انضم سيغفريد شوبفلوخر، الذي أصبح فيما بعد أحد أنصار القضية، إلى الدين في غرين أكر في عام 1921 وساعد في تحسين الممتلكات. تم إنشاء بيت للشاي ومتجر للهدايا.:p.92 كان بول هاني وماي ماكسويل معروفين أيضًا في المنشأة في عام 1921. أقيم احتفال كبير لذكرى وفاة عبد البهاء في عام 1922. وإلا فلا يوجد برنامج معروف في عام 1921. في عام 1922، تم تنفيذ برنامج من قبل لويس جريجوري، وألبرت واتسون، وجولييت بوتنام، وجورج لاتيمر، والسيد والسيدة ألدو راندجر، والسيدة إي. بوي، و دبليو إتش راندال. تم تعيين راندال في مجلس الإشراف على الدورية البهائية "نجم الغرب" في عام 1922، وساهم بمقال في مجلة "غرين أكر". في عام 1923، تم تعيينه رئيسًا لمجلس إدارة غرين أكر بينما استمر في منصب أمين الصندوق للجمعية الروحية الوطنية المعينة حديثًا. بدأ التجديد العام في عام 1921 واكتمل في عام 1924 – تم إجراء الإصلاحات والطلاء وإزالة نمو الشجيرات وما إلى ذلك. تم تنفيذ برنامج في عام 1923 حيث ألقى فاضل مازندراني محاضرة، ضمن البرنامج في ذلك الصيف. احترق "إيرينيون" في عام 1924، قبل إقامة موسم الصيف من مهرجان غرين أكر بموضوع وحضور دوليين والظهور الأول لجلين أ. شوك، أستاذ في كلية ويتون (ماساتشوستس).
وفي عام 1925 كان هناك عدد من التطورات. أولاً، انعقد المؤتمر الوطني في غرين أكر.:p.94 تحدث الزعيم الأمريكي الأفريقي الشهير ألان لوك، وهو بهائي منذ عام 1918، في مؤتمر عام 1925. ثانياً، أجريت الانتخابات الوطنية بموجب قواعد جديدة صادق عليها رئيس الدين بشكل كامل. وفي ذلك العام تم انتخاب جمعية محلية لأول مرة في إليوت.:p.94 وأخيرًا تم الإعلان عن أن المكاتب الإدارية للدين سيتم إدارتها من غرين أكر. كان أعضاء الجمعية المحلية لإليوت هم: هوراس ودوريس هولي، وكيت إيفز، وإيفي درو إدواردز، وماريون جاك، والعقيد هنري وماري كولفر، وإيلا روبرتس، وفيليب مارانجيلا. تم تكريم لونت في مجلس أمناء غرين أكر. أقامت البهائية ماري لوكاس، التي قدمت عروضها في غرين أكر عدة مرات، مدرستها المهنية للمغنين هناك.
في حين أن تاريخ اضطهاد البهائيين في بلاد فارس يعود إلى عدة سنوات، فإن أول ذكر معروف في إحدى الصحف في المنطقة كان في عام 1926. كان البرنامج في ذلك الصيف هو "مدرسة غرين أكر الصيفية للوحدة العالمية" في أغسطس.:p.159 لكن الجمعية الوطنية حصلت على السلطة المباشرة لمؤسسة غرين أكر.:p.166 وفي الوقت نفسه، بدأت الجمعية الوطنية عملية "خطط العمل الموحدة" التي تضمنت خطة لمركزية جميع تمويلات البهائيين للمشاريع من خلال صندوق وطني واحد بما في ذلك غرين أكر مما أدى إلى عملية تعليمية للجمعية والمجتمع في الحفاظ على الأولويات في سياق وطني – وهي العملية التي امتدت إلى ثلاثينيات القرن العشرين خلال فترة الكساد الأعظم. أنشأ مصلح التعليم ستانوود كوب "معسكر ماست كوف" في إليوت في ذلك العام أيضًا.

### البرامج والنموذج
في عام 1927، استضافت غرين أكر مؤتمرها الأول للصداقة العرقية في منتصف يوليو بعد مبادرة أطلقها شوقي أفندي، رئيس الدين آنذاك، في أبريل.:p.175 انعقد المؤتمر الأول في واشنطن العاصمة عام 1921 تلاه انقطاع، وتم ترتيب مؤتمر عام 1927 من قبل لجنة عينتها الجمعية الروحية الوطنية البهائية الأمريكية – أغنيس بارسونز، وكورالي ف. كوك، ولويس جريجوري، وزيا بغدادي، وألان لوك، وإليزابيث ج. هوبر، وإيزابيل إيفز، (على الرغم من ظهور لوك في البرنامج إلا أنه لم يتحدث في المؤتمر فعليًا). ومن بين المساهمين البارزين في المؤتمر ديفير ألين ‏ من منظمة العالم غدًا ‏، وصامويل ماكومب من حركة إيمانويل ‏، والقس ويليام ستافورد جونز، والحجاج الجدد إدوينا باول وإس إي جيه أوجليسبي. وفقًا للويس جريجوري، كان عليه أن يرأس إحدى الجلسات "حتى لا تكون القضية من جانب واحد" في مواجهة انخفاض المشاركة على الرغم من "التيار القليل من المشاعر السيئة" بين بعض البهائيين.:p.212 وقد ثبت أن هذا هو الأول من سلسلة مؤتمرات الصداقة العرقية السنوية.:p.181 ومع ذلك، فقد تبين أن الحدث كان ناجحًا للغاية لدرجة أن الأموال المخصصة لدعم الحدث من الميزانية الوطنية تم تغطيتها في الواقع من قبل أفراد سخيين شاركوا في الحدث، وبدلاً من ذلك تم تخصيص مبلغ حوالي 400 دولار,:p.186 (ما يزيد قليلاً عن 5400 دولار أمريكي في عام 2014) تم إرجاعه للمساهمة في تكاليف بناء معبد البهائيين الأمريكي.:p.184 وكان هناك برنامج سلام في أغسطس التالي.
بدأ نجاح جرين أكر كمؤسسة بهائية في إلهام مدارس إقليمية أخرى للدين: أولاً جاءت مدرسة بوش البهائية التي أصبحت رسميًا مدرسة بهائية في عام 1927 ومدرسة أخرى في عام 1931 في مدرسة لوهيلين البهائية.
استمرت وتيرة اجتماعات الصداقة العرقية على مستوى البلاد للبهائيين حتى عام 1928 عندما عُقدت مرة أخرى في جرين أكر في أغسطس.:pp.183–4 شارك راندال فيها أيضًا. ربما كان آخر ظهور لراندال في أغسطس 1928 في إحياء ذكرى زيارة عبد البهاء لجرين أكر. توفي راندال في 11 فبراير 1929. في هذه الأثناء، ألقى أوبر محاضرة في بروكلين عام 1928، واستضافت جريس حفلًا اجتماعيًا مسائيًا في جرين أكر. في ذلك العام، منح المجلس الرسمي لجرين أكر، "الزمالة"، جرين أكر رسميًا إلى أمناء معينين من قبل الجمعية الروحية الوطنية للبهائيين في الولايات المتحدة. خدم لونت في الجمعية الوطنية في ذلك العام.
أقيم البرنامج المنتظم في جرين أكر في عام 1930 بمحاضرات وخدمات من ألبرت فايل وجلين شوك وستانوود كوب وجينيفيف كوي ودوريس جريجوري وألين ماكدانيال وأيه بي هيرست والسيدة ويلارد ماكاي ولويس جريجوري. كما عُقد مؤتمر ثالث للصداقة العرقية في جرين أكر في ذلك العام على الرغم من بداية الكساد الأعظم:p.187 ومن بينهم ضباط الرابطة الحضرية الوطنية ساعدوا.:p.188 تضمن مؤتمر صيف عام 1931 محاضرة لويليام ليو هانسبيري من جامعة هوارد ناقش فيها العلم وراء الاعتراف بـ "الحضارات الزنجية في إفريقيا القديمة".:p.190 في الثلاثينيات من القرن العشرين، أدارت جينيفيف كوي الدراسات في جرين أكر وتم إجراء فصول دراسية أكثر رسمية من المحاضرات – حول اللغات والنصوص البهائية على سبيل المثال. تم جمع التبرعات في جرين أكر للمساعدة في بناء دار العبادة البهائية (ويلميت، إلينوي). وبحلول عام 1932، تم تسجيل كل من فارمر وراندال كتلاميذ لعبد البهاء.:p.166 تم تسجيل موسم 1932 في بيتسبرغ، بنسلفانيا. اشترت عائلة أوبر منزلًا بالقرب من جرين أكر في عام 1932 في خضم الكساد الكبير، وسرعان ما كان هارلان يقرأ على الراديو في محطة بورتسموث WHEB أسبوعيًا بعد الظهر من الربيع إلى الخريف من عام 1933 إلى عام 1935 (مع فجوات عرضية). تحدثت جريس في فرع بورتسموث من هداسا وكان أوبر مرئيًا أيضًا في مناسبات أخرى – جنازة، والعديد من سلاسل المحادثات في عام 1933. في عام 1933، قدّم أيضًا سلسلة برامج حول "علم النفس والحياة" لأخوية ألفا بيتا ونادي السيدات. أقيم موسم الصيف المعتاد في جرين أكر. نُشرت محاضرة جلين شوك في الصحيفة المحلية. كما عُقد "مؤتمر الصداقة العرقية",:p.194 أعرب جريجوري في أعقابه عن رضاه عن التاريخ الطويل لاجتماعات الصداقة العرقية في جرين أكر على الرغم من الصعوبات الاقتصادية خلال فترة الكساد الكبير.:p.212
انعقد مؤتمر الصداقة العرقية في وقت لم يكن فيه سوى عدد قليل من المؤتمرات الأخرى تُعقد في جميع أنحاء البلاد:p.198 في أغسطس 1934. وقد ثبت أن هذا هو الأخير في ثلاثينيات القرن العشرين.:p.214 في عام 1936، لاحظت الجمعية الوطنية أن اجتماعات الصداقة العرقية كانت تؤكد أحيانًا على الاختلافات العرقية بدلاً من الوحدة والمصالحة عندما تُعقد على المستوى الوطني، وبدلاً من ذلك طلبت من المجتمعات المحلية توفير اجتماعات استمرت بعض المجتمعات في القيام بها في وقت لاحق في ثلاثينيات القرن العشرين.:pp.213–4 في شهر نوفمبر ألقى أوبر محاضرة في إليوت لجمعية المساعي المسيحية، ونادي زيتا ألفا للرجال في كنيسة المعمدانيين. قضت العائلة فصل الشتاء في نيويورك حتى فبراير 1935، وزارتهم ابنتهم الطالبة الجامعية في صيف عام 1935. كان هناك أيضًا مؤتمر أصغر للصداقة العرقية في ذلك العام كجزء من الجلسة العامة.:p.211 وقد استضافت دورة تدريبية لمدة أسبوع حول "التشابهات والاختلافات العرقية: الأدلة العلمية والتعاليم البهائية" لجينفيف كوي وكانت هناك محادثات فردية لكوي وجلين شوك وستاندوود كوب ولونت وصامويل تشيلز ميتشل، الرئيس السابق لجامعة كارولينا الجنوبية (1909–1913).:p.212
كان أوبر متحدثًا بديلاً في يناير 1936 في جرين أكر، وقاد جنازة هناك. استمر جدول الصيف في جرين أكر بما في ذلك مونتفورد ميلز، ولويس جي جريجوري، ومانسيس إل ساتو، ودوروثي بيتشر بيكر، وماري كوليسون، وهشمت علائي، وستانوود كوب. ثم كانت هناك جلسة أخرى "صداقة الأعراق" خلال الدورة الصيفية للمدرسة. تحول هيكل الفصول والعروض في جرين أكر من مؤتمرات صيفية إلى فصول مركزة في ذلك العام أيضًا مع ملاحظة مشاركة هوراس هولي، وإدوارد إتش آدامز، ولويس جي جريجوري مع موسيقى إيفلين لوفداي، وجلسات السيدة إم بي تروتمان، وماكسويل ميلر، والسيدة بيشب لويس، ولودميلا بيتشولد، وثيودور سي إيه مكاردي، والمزيد من الموسيقى لمارثا بوتويل.
بعد خدمته في الجمعية الوطنية بين الحين والآخر حتى ثلاثينيات القرن العشرين، توفي لونت بسبب المرض في عام 1937 وطلب شوقي أفندي من الجمعية الوطنية بأكملها أن تجتمع في موقع قبره نيابة عنه في بوسطن.:p.232–3 في ذلك العام تم بناء قاعة لتحل محل إيرينيون المحروقة قبل عقد من الزمان وتم تجديد الطابق الرابع من النزل.
توفيت غريس أوبر فور إلقائها محاضرة في المؤتمر الوطني البهائي في شيكاغو في أبريل 1938 – وكان هارلان يخدم في الجمعية الروحية الوطنية بعد السفر في لويزفيل كنتاكي. ألقى هارلان المحاضرة التالية في غرين أكر في يوليو 1938، وتم تنفيذ جدول أغسطس لغرين أكر. ثم قامت أوبر بجولة في الجامعات في ديسمبر، وخدمت في لجنة غرين أكر الصيفية للمدرسة في عام 1939. استمر موسم 1939 في غرين أكر وكان من بين المعلمين لويس جريجوري وهوراس هولي ومسؤولي لجنة البرنامج بما في ذلك السيدة هارولد بومان وأوبر ولورنا تاسكر ومارجوري ويلر؛ وكان هناك تركيز على مناقشة المشاكل الدولية.

### نانسي بوديتش
والمعروفة أيضًا باسم السيدة هارولد بوديتش، كانت نانسي ابنة جورج دي فورست بروش الذي كان نشطًا في دبلن، نيو هامبشاير، وكذلك في أوروبا. على الرغم من أنها كانت من بين أولئك الذين التقوا بعبد البهاء في جرين أكر، إلا أن حياتها تغيرت مع وفاة زوجها غير المتوقعة بعد فترة وجيزة، وسرعان ما انتقلت هي وطفلها الجديد بعيدًا – ولم تفكر في هذا الدين إلا عندما صادفت الدين مرة أخرى في عام 1927 وسمعت راندال يتحدث. ربما كان هذا حدثًا استضافته جماعة البهائيين في بوسطن تحت مسمى "مؤتمر الوحدة العالمية" كجزء من سلسلة برعاية الجمعية الروحية الوطنية للبهائيين في الولايات المتحدة. تم نشر تقرير المؤتمر في صحيفة بوسطن إيفنينج ترانسكريبت. ساعد راندال في تنظيم المؤتمر والتحدث فيه. ثم تنسب الفضل إلى راندال ولويز دريك رايت وشقيقتها السيدة جورج نيلسون لمساعدتها في التحقيق في الدين أثناء قراءتها لكتب مثل بهاء الله والعصر الجديد. انضمت رسميًا إلى الدين في عام 1929. كانت ظاهرة في مؤتمر سباق الصداقة لعام 1930 الذي عقد في غرين أكر، وغادرت في رحلة حج بهائية في أواخر مارس 1931 مع ابنتها البالغة من العمر 19 عامًا آنذاك. لقد أمضوا ثلاثة أسابيع في منطقة حيفا ثم غادروا عن طريق القدس متخذين طرق الحج المسيحية. ثم حضرت المؤتمر الوطني لعام 1931 حيث قدمت تقارير عن الأحداث في بوسطن بصفتها رئيسة جمعية بوسطن.
كررت بوديتش نشاطها في مؤتمر غرين أكر سباق الصداقة في عام 1934 بما في ذلك حدث في منزلها. في عام 1936 ساعدت في نشر مجلة النظام العالمي ببعض فنون الغلاف. في عام 1937 قدمت محاضرة لبرنامج الصيف في غرين أكر الذي خصص أيضًا قاعة جديدة. في عام 1938، أقامت في استوديو صيفي في غرين أكر وأدارت برنامجًا للفن للمدرسة. كان هناك انقطاع في النشاط المرئي في عام 1940 وتوفي والدها في 24 أبريل 1941، ولكنها شاركت مرة أخرى في غرين أكر في يوليو 1941 في عرض أزياء. بعد انقطاع لمدة عام آخر عن النشاط، انضمت إلى لجنة المئوية في عامي 1943 و1944، لإحياء ذكرى تأسيس الدين في عام 1844. في بورتسموث، قدمت برنامجًا في المكتبة البهائية حول رحلتها إلى الديار المقدسة، وكذلك في غرين أكر. كانت عضوًا في لجنة الصيانة في غرين أكر في الفترة من 1945 إلى 1947. في تينيك، نيو جيرسي، قدمت برنامجًا للشباب حول التمثيلات الدينية، ونشرت قصيدتها "أغنية الطهارة" في مجلة النظام العالمي في يوليو 1947. في عام 1948 تم إدراجها كسكرتيرة مراسلة للمجموعة البهائية في بروكلين، ماساتشوستس، وعرضت برنامجًا في هاميلتون القريبة، ماساتشوستس ‏. توفيت والدتها في عام 1949. في عام 1950 نشرت مسرحية "خيمة الصحراء: مسرحية عيد الفصح في ثلاث حلقات".
في عام 1953، لوحظت مساعدة بوديتش في عرض مجتمع بورتسموث، وانتقلت عائلتها إلى بيتربورو، نيو هامبشاير، في جنوب الولاية في عام 1959، وحضرت المؤتمر البهائي العالمي عام 1963 مع زوجها وحفيدتها، وفي عام 1965، ظهرت بوديتش في أول التجمع الروحي (البهائية) محلية في بيتربورو، وهي المنظمة الإدارية المحلية للدين.
في عام 1972 اشتهرت بكونها من أصدقاء مكتبة بورتسموث، وتحدثت في ميريدن كونيتيكت عن ذكرياتها عن لقاء عبد البهاء، وساعدت في تصميم الأزياء المسرحية في كلية كين ستيت ‏.
توفيت في الأول من مايو عام 1979 وتم طباعة مذكراتها المنشورة بعد وفاتها، «ابنة الفنان: مذكرات 1890–1979» بمساعدة أحفادها.
كان المضيفون الدائمون في غرين أكر هم بهية راندال وهاري فورد إلى جانب ميلدريد موتاهيده في الأربعينيات. قاد لويس جريجوري وكورتيس كيلسي ورشة عمل حول وحدة الأعراق في غرين أكر في أغسطس 1940:p.278 وكان هناك تركيز على الدين والعلم في سلسلة من المحادثات بالإضافة إلى المحادثات الفردية. خلال فترة راندال وفورد، جمع راندال المواد التاريخية في غرين أكر ومن الأرشيف الوطني البهائي,:p.14 تم تجديد الطابق الرابع من النزل، وتم بناء مبنى منفصل جديد، قاعة البهائيين.:p.166
في عام 1941، أُنشئت وصاية على غرين آكر لصالح الجمعية الروحية الوطنية للولايات المتحدة وكندا، وضمت أعضائها ألين ماكدانييل، ودوروثي بيكر، وروي فيلهلم، وهوراس هولي، وسيغفريد شولبفلوشر، وليروي إيواس، وأميليا كولينجز، ولويس جريجوري، وهارلان أوبر. أعلن البهائيون رسميًا عن الاسم الجديد للمؤسسة وهو "مدرسة غرين آكر البهائية". واستمر البرنامج الموسع للفعاليات بحضور واسع. وفي ذلك العام، بدأ الموقع أيضًا باستضافة مؤتمرات سنوية للوحدة العرقية، حيث استضاف في ذلك العام محاضرات للويس جريجوري، وروي ويلكنز من الجمعية الوطنية للنهوض بالملونين، وذا كرايسيس، وماثيو بولوك، ودوروثي بيكر.:p.278
في يوليو 1942، ألقى كل من هيلين أرشامبولت، وويليام كينيث، وروبرت كريستيان، وهاري فورد، وأوبر، وكوب، محاضرات في الدورة الصيفية لمؤتمر غرين أكر، تلتها سلسلة من فصول الدراسة التي قدمها ويليام كينيث، وروبرتا كريستيان، وأوبر. تزوج بول هاني من هيلين مارجري ويلر هناك في عام 1942. تم تسليط الضوء على محاضرة شوك في غرين أكر في يوليو 1942 في الصحيفة المحلية، واستمرت عروضه التقديمية حتى سبتمبر جنبًا إلى جنب مع أحداث أخرى. كان هناك عدد من البهائيين البارزين في مؤتمر "صداقة الأعراق" في غرين أكر في أغسطس 1942 – وكان دوروثي بيتشر بيكر، وماثيو بولوك، وعلي كولي خان، ومابل جينكينز، وهارلان أوبر، ولورنا تاسكر، ولويس جريجوري، ودوريس ماكاي، وهيلاري ثورن، وهارييت كيلسي في قائمة المتحدثين. ومن بين المقدمين الآخرين كان فيليس ويتلي وجيمس ويلدون جونسون.:p.278 واصل أوبر حديثه في جلسة عامة في غرين أكر بعد بضعة أيام.

### 1943
كان عام 1943 عامًا مليئًا بأعمال الشغب العنصرية في مختلف أنحاء الولايات المتحدة – أعمال الشغب العنصرية في بومونت في منتصف يونيو 1943 ‏، وأعمال الشغب العنصرية في ديترويت في أواخر يونيو 1943، وأعمال الشغب في هارلم في أوائل أغسطس 1943 ‏. وقد سلطت أليس سيمونز كوكس الضوء على تعاليم الدين المتعلقة بوحدة العرق في صحيفة نيويورك إيج في فصل الشتاء والربيع وأقامت دوروثي بيتشر بيكر سلسلة من المحادثات تضمنت موضوع وحدة العرق في روتشستر، نيويورك، في أواخر يوليو قبل جلسة غرين أكر الصيفية مباشرة، كما تحدثت السيدة تشارلز ويت عن وحدة العرق في لوس أنجلوس، كاليفورنيا. كان أوبر واحدًا من بين العديد من الحاضرين في سلسلة محادثات أغسطس في غرين أكر – ماري كوريستين، وفيليب سبراج، ولورين ويلش، ولورنا تاسكر، وماري ماكليندون، وجيرترود أتكينسون، ولويس جريجوري، وهوراس هولي، والسيدة فلورنس بريد خان ‏، وهيسمات علائي، ومود ميكل، ومابل جينكينز، جميعهم ساهموا في موضوعات المساواة بين النساء ووحدة البشرية، مع أكبر حضور في الموسم,:p.278 جزئيًا من خلال دعوة وطنية لإبراز الموضوع,:p.284 في حين تضمنت جلسة أواخر أغسطس أيضًا مراجعة لحياة محمد. وقد أطلقت الجمعية الوطنية سلسلة من الجهود استعدادًا للذكرى المئوية لإعلان الباب، قائلةً إن وضع العرق في البلاد "يتطلب اهتمامنا المخلص وسعينا الدؤوب طوال شهري سبتمبر وأكتوبر، والتعاليم الأساسية للدين، ومبدأه الأكثر تحديًا، وترياق الشفاء السريع لأمراض العالم المنقسم". وكانت هناك محاولة محددة للوصول إلى الجمهور، وفي موضوع وحدة البشرية – وحدة العرق. وقد حقق المؤتمر بعض الدعاية الصحفية، وكان هناك بالفعل نطاق واسع من المحادثات العديدة التي أجراها البهائيون حتى شهر نوفمبر. ومن بينهم دوروثي بيتشر بيكر، ولويس جي جريجوري، وألان لوك.
وفي الصيف التالي، في عام 1944، شهدنا أزمتنا الخاصة. كانت هناك سلسلة من الاجتماعات التي أدارها أوبر ونانسي بوديتش في أوائل يوليو، ولكن جاءت الالتماسات من الجمعية الوطنية بأن تتخلى تيرا كوارت سميث عن خططها في أتلانتا وترتب للتواجد في غرين أكر لتولي إدارة الدورة الصيفية.p. 61–7 تتحدث عن صعوبة كبيرة في اتخاذ قرار الذهاب في مواجهة اضطرارها إلى ترك عملائها، وفي الوصول إلى هناك، والعديد من الصعوبات التي واجهتها في محاولة معرفة كيفية إطعام الضيوف. كانت ميلدريد موتاهيديه موجودة لمساعدتها طوال الفترة وحضر 75 ضيفًا. وقد غطتها الأخبار العامة في غرين أكر. حضر اجتماع الوحدة العرقية جينيفيف كوي، وميلدريد موتاهيدي، وأوبر، وجريجوري، وليديا مارتن، وسارة مارتن (بيريرا)، وماثيو بولوك (الذي تذكر بنفسه خيبة الأمل المريرة التي شعر بها نتيجة الخدمة المتكاملة في الجيش والعودة إلى منزله في مجتمع منفصل).:pp.278–90 أعلنت الجمعية الوطنية عن حاجتها لمديرين لمشروع غرين أكر في شهر نوفمبر. كما ألقى أوبر سلسلة لاحقة في مركز بورتسموث البهائي في أواخر العام وحتى ربيع عام 1945. أقيمت جلسات ضمت ما يقرب من مائة شخص في اجتماع الوحدة العرقية عام 1945، وفي عام 1946 أجريت دراسة لمدة أسبوع حول "الزنجي في الحياة الأمريكية".:p.279 وقد وصفها جريجوري بأنها "الموسم الأكثر روعة في تاريخها، باستثناء موسم عام 1912 عندما قام حضرة عبد البهاء بنفسه بالتدريس هنا".:p.299
بدأت فصول فصل الشتاء في عام 1947 على يد إيمانويل (ماني) وجانيت رايمر في كوخهما "في الحرم الجامعي" والذي أصبح يقع في "قاعة الزمالة" الرئيسية. على الرغم من إجراء محادثات في يونيو 1949، خلال بقية عامي 1949 و1950، اتخذ رئيس الدين آنذاك شوقي أفندي قرارًا تنفيذيًا بإغلاق مدرسة جرين أكر لمدة عامين من "التقشف" بينما كانت الجهود النهائية لإنهاء بناء دار العبادة البهائية جارية. أقيم برنامج ليوم الدين العالمي في يناير 1950 في بورتسموث بدعم من البهائيين وآخرين وانتُخب شوك رئيسًا لجمعية إليوت في عام 1950 – وكان الأعضاء الآخرون هم لوسيان ماكومب، والسيدة ماكومب، وثورتون بيرسال، وفينسنت مينوتي، والسيدة ديلبرت كريس، والسيدة دودلي بلاكلي، والسيدة جون مارلو، وإيمانيل رايمر – كما أقيمت أحداث أصغر أخرى.

### الخمسينات
أعيد افتتاح مدرسة غرين أكر البهائية في عام 1951 بفضل جهود مجموعات الشباب التي عملت على تجهيز المنشأة.:p.114

#### لويس ج. جريجوري

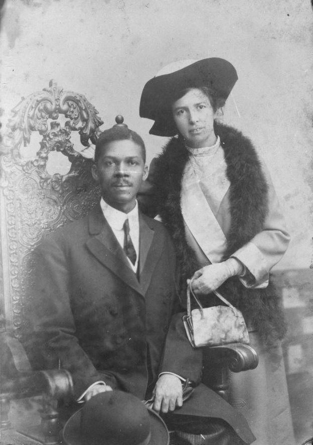
لويس ج. ولويزا ماثيو جريجوري

ذهب لويس جي جريجوري إلى غرين أكر في خريف عام 1911 لأول مرة – وكان ذلك بعد بضعة أشهر فقط من عودته من الحج البهائي.:p.49 في عام 1912 تزوج لويز ماثيوز. عُرف بعد ذلك في غرين أكر عام 1917 عندما ألقى محاضرة بعنوان "الأدلة النبوية على الوحي البهائي". وفي عام 192٠، تمكن آل جريجوري من قضاء عشرة أيام معًا بعد أشهر عديدة سافر كل منهما في اتجاهات مختلفة من أجل الدين في وقت كان فيه الزواج بين الأعراق مضطربًا اجتماعيًا وكان "مُرهقًا وسريع الانفعال، مختلفًا تمامًا عن نفسه" لدرجة أن زوجته كانت في حالة يأس من حالته – ومع ذلك فقد انطلق في أطول جولاته التعليمية في العام التالي.:pp.91,117 منذ ذلك الحين، أصبحوا قادرين على التواجد في بيئة إليوت في معظم فصول الصيف، وأصبحت بمثابة "قاعدتهم الرئيسية".:p.185 في عام 1922، بينما كان عضوًا في الجمعية الروحية الوطنية، ترأس البرنامج الصيفي وألقى محاضرتين في غرين أكر – "الصلاة والتسبيح"، و"الملاح المقدس ‏".:p.122 كانوا هناك في عام 1923.:p.123 حضر المؤتمر الوطني التنظيمي الذي عقد في غرين أكر عام 1925.:p.93 كان جريجوري هو المدير المشارك لبرنامج صيف عام 1926 في غرين أكر مع ألبرت فايل وهوارد ماكنوت.:p.160 كانوا هناك في يونيو 1929 قبل بدء برنامج غرين أكر.:p.186 مثل العديد من القادة في الدين، بدأ الأخوين جريجوري في الخدمة في الخارج لفترات طويلة في ثلاثينيات القرن العشرين – لويز في أوروبا في البداية ثم كلاهما في هايتي.:p.246 عاد آل جريجوري إلى غرين أكر في عام 1938 لكنهم قضوا الشتاء في كامبريدج.:p.254
في عام 1940 اشترى آل جريجوري كوخًا صيفيًا مختلفًا في إليوت، وشقة شتوية في بورتسموث. أقام مجتمع صغير احتفالًا لمدة تسعة عشر يومًا في سبتمبر 1941. خدم جريجوري لعدة سنوات في لجنة مدرسة غرين أكر نفسها في الأربعينيات من القرن العشرين:p.297 وأحب العمل مع فصول الأطفال.:pp.298–9 ابتداءً من عام 1946، عندما تجاوزت لويز الثمانين من عمرها وأصبحت أقل استقلالية، أصبح جريجوري يبقى في المنزل أكثر من السفر في أنحاء البلاد كما كان يفعل لعقود من الزمن.:p.305 يبدو أن عرقه وزواجهما بين الأعراق المختلفة كانا مقبولين بشكل جيد في أعمال إليوت. غالبًا ما كان الأصدقاء يرونهم على الشرفة أو في المناسبات في غرين أكر وكانت حديقتهم تنمو بشكل جيد في المنزل.:p.305
في ديسمبر 1948 أصيب جريجوري بسكتة دماغية بعد شهرين من عودته من جنازة صديق:p.306 وبينه وبين زوجته التي تدهورت صحتها أيضًا، بدأ البقاء أقرب إلى المنزل. كان تعافيه أكبر مما توقعه الطبيب عندما استعاد بعد بضعة أشهر خط يده على الرغم من ميله.:pp.306–7 وبحلول صيف عام 1949، عاد مرة أخرى إلى ممارسة المراسلات النشطة. على وجه الخصوص، واصل جريجوري المراسلات مع قاضي المحكمة الجزئية الأمريكية جوليوس واتيز وارينغ ‏ وزوجته في عامي 1950 و1951، والذي كان متورطًا في قضية بريجز ضد إليوت ‏ حتى في الوقت الذي تم فيه إغلاق غرين أكر بسبب التقشف.
توفي جريجوري عن عمر يناهز سبعة وسبعين عامًا في 30 يوليو 1951. تم دفنه في إليوت وبعد أيام قليلة خلال حفل التأبين وصل برقية تفيد بأنه تم تعيينه كأحد أيادي القضية، وهو أعلى منصب مفتوح للأفراد في الدين، من قبل رئيس الدين آنذاك، شوقي أفندي.:p.310

#### الأنشطة الأخرى
بقي أوبر في منزله في صيف عام 1951، وأقام جنازة لويس جي جريجوري، والتي تبعها سلسلة من المحادثات في غرين أكر، بالإضافة إلى فرص أخرى. لمدة بضع سنوات، كانت الإشارات العامة إلى أوبر تقتصر على جنازتين أشرف عليهما, ولكن في عام 1956 ألقى سلسلة من المحاضرات.
في عام 1952 تم تخصيص الغرفة التي كان يستخدمها عبد البهاء أثناء إقامته هناك للصلاة والتأمل.
بدأت القضايا القانونية تشكك في دور غرين أكر كمؤسسة دينية ومكانتها لأسباب ضريبية. في عام 1954، قضت المحكمة القضائية العليا في ولاية ماين بأن معهد غرين أكر البهائي كان مؤهلاً للإعفاء الضريبي باعتباره مؤسسة خيرية. نشر هوراس هولي بعض المواد حول الجدول الزمني القانوني لغرين أكر في عام 1955، حيث شارك معلومات تؤثر على وضعها الضريبي. عاش ناثان روتشتاين في غرين أكر في صيف عام 1955 مع زوجته الجديدة قبل الدخول في الإنتاج التلفزيوني وتعيينه كعضو مجلس مساعد للدين.

### الستينيات – التسعينيات
في ستينيات القرن العشرين، تم تعيين أول موظف بدوام كامل في المدرسة وأول مشرف مقيم على مدار العام – ستيوارت رود وإيما رايس. تم تعيين أول مدير عقارات بدوام كامل، إدوين ميلر، في سبعينيات القرن العشرين. أصبحت إيما رايس، فارسة بهاء الله السابقة في صقلية، المشرفة المقيمة على بيت الزمالة.:p.167 تم الطعن في الوضع الضريبي لمعهد غرين أكر البهائي في عام 1963 وألغت نفس المحكمة الإعفاء الضريبي، استنادًا إلى قانون صدر عام 1957 والذي يقتصر الإعفاءات على المؤسسات التي تخدم في المقام الأول سكان ولاية ماين. نشأ ريتشارد جروفر ليصبح أول مدير متفرغ لشركة غرين أكر في ثمانينيات القرن العشرين. انتقلت إدارة غرين أكر إلى راي لابيل حوالي عام 1990 ثم إلى جيمس وجانين ساكو في عامي 1995 و1996. وفي وقت لاحق، في عام 1997، أعلنت المحكمة العليا الأمريكية أن قانون ولاية ماين الذي أعاد الوضع الضريبي لغرين إيكر غير دستوري. أصبح غرين أكر معروفًا بأنه "نموذج لمؤسسة بهائية".
زار مجموعة متنوعة من الأفراد في الستينيات وحتى السبعينيات بالإضافة إلى المقدمين المنتظمين. ضمت جلسة عام 1960 فيروز كاظم زاده. قدم أحد الهنود من قبيلة بيناكوك ‏، جيرارد مورين المعروف أيضًا باسم ليتل بيشوب، عرضًا عن الثقافة الهندية المحلية في غرين أكر في عام 1966. زار يد القضية علي أكبر فوروتان في عام 1969. قام ويليام سيرز، رجل القضية، بزيارة غرين أكر في عام 1978 برفقة زوجته مارغريت رايمر سيرز كجزء من إنشاء جائزة رايمر للخدمة المقدمة لغرين أكر.:pp.116–7 وكانت إيما رايس أول من حصل على هذه الجائزة.
كما كان خلال الستينيات من القرن العشرين أيضًا أول دراسات بهائية لتاريخ سارة فارمر وغرين أكر ومونسالفات التي أجراها دوغلاس مارتن و إتش تي دي روست. وقد تم توسيع هذا في ثمانينيات القرن العشرين من خلال محاضرات عرضية بعنوان "محاضرات عائلة فارمر التذكارية"،,:p.117 في حين نشر كينيث والتر تجميعًا جدليًا عن صعود وسقوط التعاليم المتعالية في غرين أكر في عام 1980، مستعيدًا العنف ضد البهائيين. عقدت جمعية الدراسات البهائية مؤتمرها الإقليمي الأول في جرين أكري في عام 1983. بدأت الجلسات في الانعقاد للحفاظ على تاريخ غرين أكر، وفي عام 1986 جعلت الجمعية الروحية الوطنية ترميم نزل سارة فارمر هدفًا للبهائيين في الشمال الشرقي. في عام 1989، قدمت فروع محلية لجماعات السلام برامج في غرين أكر، وبدأت الاحتفالات بالذكرى المئوية منذ إنشائها في عام 1890.:p.118 استمر ترميم نزل سارة فارمر لسنوات عديدة مع توفر الأموال واكتمل أخيرًا في صيف عام 1994، الذكرى المئوية لاجتماع غرين أكر الأول بعنوان "100 عام من أجل السلام" الذي تم الاحتفال به بإلغاء مكتب البريد وحوالي 1500 ضيف (أكبر من عدد سكان مدينة إليوت عندما تم افتتاح الموقع).:pp.118–9 حضر حوالي 300 شخص برنامج جمعية فيدانتا لإحياء ذكرى حضور سوامي فيفيكيندا في عام 1894 مع لوحة تذكارية بالإضافة إلى نشر مجموعة شعرية بعنوان صوت العشاق.:p.119 أقيمت الأكاديميات والدورات التدريبية البهائية من قبل مكتب الجماعة البهائية الدولية في الأمم المتحدة في تسعينيات القرن العشرين.
في عام 1998 بدأت مؤسسة "تجمع الرجال السود" اجتماعاتها السنوية في مدرسة غرين أكر البهائية بعد استضافتها في معهد لويس جريجوري البهائي وأماكن أخرى حتى انتهت في عام 2011. كل عام كانت المجموعة تسير في موكب إلى قبر جريجوري.:pp.119,169:4:41m كما كانت مدرسة غرين أكر البهائية موطنًا لـ "أكاديمية التحول إلى 15" / "أكاديمية بدشت الإعدادية" / "أكاديمية بدشت" السنوية (التي سميت بأسماء مختلفة وغالبًا ما سميت على اسم مؤتمر بدشت) منذ صيف عام 1999 كدراسة مكثفة لمدة أسبوع للتاريخ البهائي والممارسات الدينية.:p.119

### منذ عام 2000

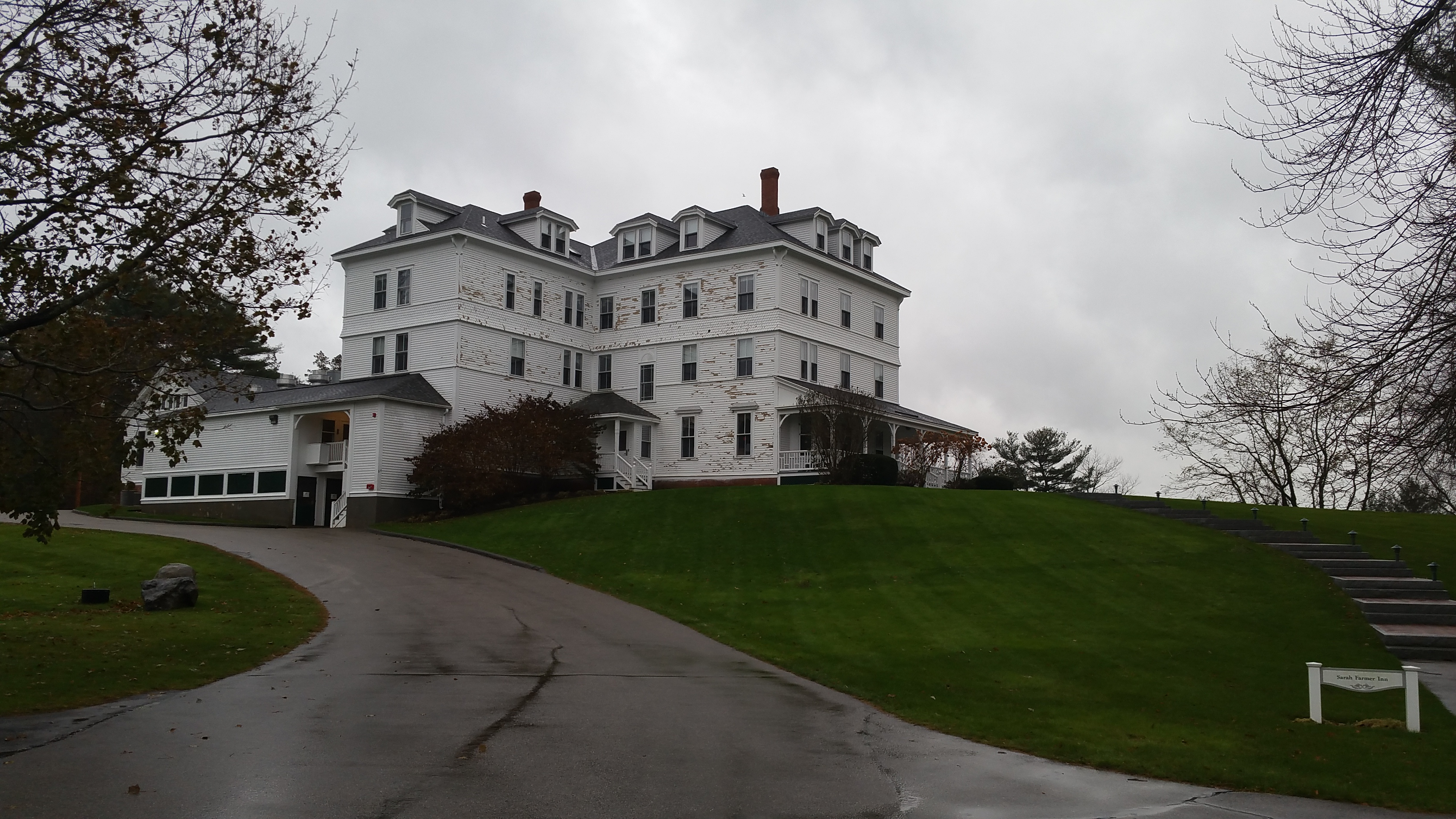
نُزل سارة فارمر في غرين أكر، نوفمبر 2٠17

في عام 2000 تم تقديم دورات معهد روحي.:p.120 أقيمت احتفالات إحياء ذكرى القتلى في أحداث 11 سبتمبر بالتعاون مع مكتبة إليوت العامة والكنيسة المحلية. في عام 2002 تم هدم قاعة البهائيين القديمة واستبدالها في نفس العام بمركز كورتيس وهارييت كيلسي:p.120 والتي تضم قاعة تتسع لـ220 مقعدًا وسبعة فصول دراسية. تحدث الباحث الشهير في خليل جبران، سهيل بشروئي في مدرسة غرين أكر البهائية في عام 2003، حيث ألقى دورة تدريبية لمدة يومين حول تعاليم عبد البهاء حول السلام. بدأت أعمال التجديد والتوسع في غرين أكر كجزء من الاستثمار في جميع المدارس البهائية في عام 2000 تحت اسم "مشروع المملكة" وانتهت في عام 2005.
في عام 2004 تم إنشاء حديقة سلام تذكارية في المدرسة وتمت إضافة ممتلكات منزل جريجوري إلى ممتلكات مدرسة جرين أكر البهائية في إليوت.:p.121
في عام 2005، تم تحديد الذكرى المئوية لمعاهدة بورتسموث للسلام ومشاركة آل فارمر في جائزة سارة فارمر للسلام التي قدمها البهائيون في إليوت وتم منحها سنويًا وقام ريوزو كاتو، السفير الياباني لدى الولايات المتحدة في عام 2005، بزيارة رسمية إلى غرين أكر لإحياء ذكرى المعاهدة.:p.122 أقيمت الفعاليات بما في ذلك إعادة تمثيل ثيودور روزفلت، وإيدا بي ويلز، وتوماس إديسون، وويليام جينينغز برايان، وفريد هارفي، بالإضافة إلى سارة فارمر نفسها، إلى جانب مساهمات من المتحدثين والكتاب والفنانين في مدرسة غرين أكر البهائية نفسها، فضلاً عن اجتماع رابطة الدراسات البهائية في الولايات المتحدة وكندا.:pp.123–9
كما واصلت المدرسة التواصل مع فرع المنطقة التابع للرابطة الوطنية للنهوض بالملونين.
في عام 2007، تضمنت الجلسات قيام رئيس قسم السلام ‏ بجامعة ماريلاند، الدكتور جون جرايزيل، بإعطاء فصل دراسي مع رئيس لجنة الذكرى السنوية لمعاهدة بورتسموث للسلام.:p.132
تم الاحتفال بالذكرى المئوية الثانية لميلاد الشاعر إليوت في عام 2010، وتم عرض مسرحية في غرين أكر كجزء من هذا الاحتفال. كما تمت مراجعة غرين أكر بما يتماشى مع الحركات الأخرى في مطلع القرن العشرين في فيلم وثائقي عن نشاط السلام المرتبط بمعاهدة بورتسموث ‏ وتم عرضه لأول مرة في الحرم الجامعي في عام 2012 خلال الذكرى المئوية لزيارة عبد البهاء. تم افتتاح أربعة مبانٍ أخرى بعد مشروع بناء استغرق أربع سنوات: دار ضيافة هاري راندال، وكوخ لويز ولويزا جريجوري، وكوخ ميلدريد ورافي موتاهيده، وكوخ إيما رايس الذي حل محل أربعة من المنازل الريفية القديمة في العقار. وفي واشنطن العاصمة، أقيمت جولة تذكارية لتذكيرنا بارتباط ستانوود كوب بغرين أكر وإليوت.
كان دون تينانت يقدر العيش في أجواء الصدق في غرين أكر أثناء كتابته لرواية تجسس على الكذبة، التي نُشرت عام 2012، بينما كانت زوجته تعمل في غرين أكر.

## للقراءة الإضافية
- Amador، Seren Gates (مايو 2019). Within the heart of every human being: Sarah Farmer, her life, her work, and her search for universal truth" (PhD). Syracuse University, Department of Religion. مؤرشف من الأصل في 2024-07-23.
- Leigh Eric Schmidt (6 أغسطس 2012). Restless Souls: The Making of American Spirituality. University of California Press. ISBN:978-0-520-95411-3. مؤرشف من الأصل في 2023-10-31.
- Anne Gordon Perry؛ Rosanne Adams-Junkins؛ Robert Atkinson؛ Richard Grover؛ Diane Iverson؛ Robert H Stockman؛ Burton W.F. Trafton Jr. (2012) [1991]. Green Acre on the Piscataqua: A Centennial Celebration (ط. 3rd). Baha'i Publishing Trust. ISBN:978-0-87743-364-4. مؤرشف من الأصل في 2023-12-09.
- Margaret A. Elliott (2005). Eliot. Arcadia Publishing. ISBN:978-0-7385-3771-9. مؤرشف من الأصل في 2023-10-20.
- Catherine Tumber (1 يناير 2002). "Cultural Experimentation in the New Age". American Feminism and the Birth of New Age Spirituality: Searching for the Higher Self, 1875–1915. Rowman & Littlefield. ISBN:978-0-8476-9749-6.
- Robert H. Stockman (2002). Thornton Chase: First American Baháʼí. Baháʼí Pub. Trust. ISBN:978-0-87743-282-1. مؤرشف من الأصل في 2023-10-20.

## وصلات خارجية
- الموقع الرسمي (بالإنجليزية)
- Some of the Talks given by Jináb–i–Fadil–i–Mazindarani في غرين أكر في عامي 1921 و1923 (بالإنجليزية)